# I☆Ris
i☆Ris（アイリス）は、日本の女性5人組アイドルグループ。2012年に結成された。所属レコード会社はエイベックス・ピクチャーズ。レーベルはDIVE II entertainment。

## 概要
大手レコード会社エイベックスと、声優事務所81プロデュースがタッグを組んで開催した「アニソン・ヴォーカルオーディション」の合格者6名にて結成された。
デビュー当初こそライブに客が9人しか入らないなど低調であったが、声優としてもアーティストとしてもマルチに活動し、将来的には声優アーティストとしてメンバー個々での活動を最終目標と見据え、2016年にはアーティスト面での目標であった日本武道館での単独ライブを成功させた。
2022年に結成10周年を迎え、11月には10周年ライブ「i☆Ris 10th Anniversary Live～a Live～」を開催。同ライブ内で10周年記念プロジェクトの一つとして、ユニットの劇場アニメ作品「i☆Ris the Movie - Full Energy!! -」の制作を発表。また2024年6月には、i☆Ris10周年記念プロジェクトの最終章として、メンバー達の新規撮り下ろしインタビュー映像と過去に行ったライブ映像を交えたライブ&ドキュメンタリー映画の公開を発表。i☆Risにとってこの作品が初の実写映画となる。
ユニット名の由来は、ギリシア語で「虹」を意味する「イリス」と、花の「アイリス」からである。また、その花言葉の「愛を届ける」という意味も込められている。ユニット名は芹澤によると自分たちで決めたのではなく、スタッフから「こちらです！」のような感じで発表があった。若井によると親もその場に一緒におり、ユニット名を聞いた時は「i☆Risってかわいいじゃん」と思った。久保田はまったく覚えておらず、工業高校に通っていたことから女子がいっぱいの空間が久々だったため、あまり慣れていなかった。その時は「こわ……」と思いながら下を向いていたかもしれないという。

## メンバー
ソロ活動については個人のページを参照。
| 氏名                           | 生年月日               | 出身地 | 身長    | イメージカラー | 公式ニックネーム       | 「メタルマックス4 月光のディーヴァ」での配役 | 「プリパラ」での配役    | 「ブラッククローバー」での配役 | 「キラッとプリ☆チャン」での配役 | 「グランドサマナーズ」での配役 | 備考                      |
| ------------------------------ | ---------------------- | ------ | ------- | -------------- | ---------------------- | -------------------------------------------- | ----------------------- | ------------------------------ | ------------------------------- | ------------------------------ | ------------------------- |
| 山北早紀 （やまきた さき）     | 1991年2月28日（34歳）  | 北海道 | 163cm   | グリーン       | さきさま さきてぃー    | ミント                                       | 東堂シオン プニコン     | エリカ・シターテ               | 歩堂デヴィ                      | シュリ                         | リーダー グループ内最年長 |
| 芹澤優 （せりざわ ゆう）       | 1994年12月3日（30歳）  | 東京都 | 163cm   | ブルー         | ゆう ゆうちゃん セリコ | セイラ                                       | 南みれぃ チュッペ       | ロロペチカ                     | 赤城あんな                      | アマネ                         |                           |
| 茜屋日海夏 （あかねや ひみか） | 1994年7月16日（31歳）  | 秋田県 | 161cm   | パープル       | ひみ ひみたす          | スミレ                                       | 真中らぁら              | ダズー・タヤク                 | 金森まりあ                      | タマエ                         |                           |
| 若井友希 （わかい ゆうき）     | 1995年10月30日（29歳） | 岐阜県 | 146cm   | レッド         | ゆうきちゃん わかちー  | ボタン                                       | レオナ・ウェスト パック | グレイの義姉                   | 緑川さら                        | キサラギ                       | グループ内最年少          |
| 久保田未夢 （くぼた みゆ）     | 1995年1月31日（30歳）  | 埼玉県 | 157.5cm | オレンジ       | みゆたん               | ミカン                                       | 北条そふぃ ポワン       | シスター・リリー               | 萌黄えも                        | シキ                           |                           |

メンバーごとにイメージカラーが決まっており、ライブやイベント、MVではイメージカラーの入った衣装を着ることが多かったが、5人体制になってからはイメージカラーではない衣装を着ることが多い。

### 旧メンバー
| 氏名                       | 生年月日              | 出身地 | 身長  | イメージカラー | 公式ニックネーム | 「メタルマックス4 月光のディーヴァ」での配役 | 「プリパラ」での配役      | 「ブラッククローバー」での配役 | 「キラッとプリ☆チャン」での配役 | 「グランドサマナーズ」での配役 | 備考                  |
| -------------------------- | --------------------- | ------ | ----- | -------------- | ---------------- | -------------------------------------------- | ------------------------- | ------------------------------ | ------------------------------- | ------------------------------ | --------------------- |
| 澁谷梓希 （しぶや あずき） | 1993年8月11日（31歳） | 埼玉県 | 165cm | イエロー       | ずっちゃん ず    | ユズ                                         | ドロシー・ウェスト ピツジ | ニック                         | 明日香ルゥ                      | ミズキ                         | 2021年3月31日付で卒業 |

### 派生ユニット
- 山北早紀、若井友希、久保田未夢、澁谷梓希の4名で「ポリーズ☆」としても活動していた。

ポリーズ☆の歌う「しゅつどう!ロボカーポリー」は、テレビ東京系『ロボカーポリー』の主題歌に起用された。
ポリーズでの活動の際は、イメージカラーが「ロボカーポリー」に登場するキャラクターに準拠する。
| メンバー名 | 愛称         | イメージカラー | イメージキャラクター |
| ---------- | ------------ | -------------- | -------------------- |
| 山北早紀   | さきちゃん   | ピンク         | アンバー             |
| 若井友希   | ゆうきちゃん | ブルー         | ポリー               |
| 久保田未夢 | みゆちゃん   | グリーン       | ヘリー               |
| 澁谷梓希   | あずきちゃん | レッド         | ロイ                 |

- 「バトルスピリッツ ディーバブースター『女神達の調べ』」のテーマソング「Happy New World☆」を、i☆Risの6人で結成した「チームシャイニーハーツ」として歌っている。

- 山北早紀、若井友希、澁谷梓希の3名で作詞・作曲・編曲した曲である「扇子・オブ・ワンダー☆」を「澁若山」として歌っている。

## 略歴

### 2012年
- 7月7日、「アニソン・ヴォーカルオーディション」合格者6名で結成[12][13][14]。
- 9月29日・30日に行われた「メ〜テレ秋まつり2012 『バトルスピリッツ ソードアイズ』 スペシャルステージ」にて出演声優と作品の監督である渡辺正樹とともに登場し、デビューシングルの「Color」を披露した[14][15]。このイベントがi☆Risの初ステージである[14][15]。
- 10月8日、アキバ☆ソフマップ1号店にてデビューシングル「Color」お披露目イベントを開催[5][15]。
- 11月7日、デビューシングル「Color」をリリース[16]。テレビアニメ『バトルスピリッツ ソードアイズ』のEDテーマに起用[14]。
- 12月16日、アキバ☆ソフマップ1号店にて行われた単独イベントにおいて、アニソンカバーを初披露した。

### 2013年
- 1月28日、テレビ東京系のテレビアニメ「GON -ゴン-」第42話に登場した「ウサギ2」役にて芹澤優が声優デビューを果たした。ユニット内初の声優デビューである。
- 4月3日、ユニット初のアニソンカバーミニアルバム「カバ☆リス」をリリースした[14]。
- 4月8日からTwinBox AKIHABARAにて毎週月曜日の定期ライブを開始した[14]。また同日、テレビ東京系のテレビアニメ「這いよれ! ニャル子さんW」第1話にて、山北早紀・久保田未夢・澁谷梓希の3名が声優デビューを果たした。
- 5月13日、TwinBox AKIHABARAでの定期公演が千秋楽を迎えた[14]。
- 5月22日、2ndシングル「イチズ」をリリース[14]。テレビアニメ『ムシブギョー』のEDテーマに起用[14]。
- 6月9日、NHK BSプレミアム「キングダム 第2シリーズ」にて若井友希が声優デビューを果たした。
- 6月15日、東京ビッグサイトにて開催された「東京おもちゃショー2013」『ロボカーポリーの交通安全教室』のステージにて、ポリーズ☆として「しゅつどう!ロボカーポリー」を初披露した。
- 7月7日、アキバ☆ソフマップ1号店 8Fにて、結成1周年記念イベント「i☆Ris 生誕祭☆ 〜6人が出会って1年経ちました〜」を開催した[14]。
- 8月1日、iTunes Storeにて配信を開始したオーディオブック「東京シャッターガール」の主人公・夢路歩役を茜屋日海夏が担当した。ユニットとしてはこれで6人全員が声優デビューを果たした。
- 8月5日、文化放送 超!A&G+にて、i☆Ris初となるパーソナリティー番組「A&G ARTIST ZONE i☆Risの2h」の放送が開始した[14]。
- 8月21日、3rdシングル「§Rainbow」をリリース[14]。テレビアニメ『プリティーリズム・レインボーライブ』のEDテーマに起用[14]。
- 8月25日、「Animelo Summer Live 2013 -FLAG NINE-」に初出演を果たした[14]。
- 11月9日、原宿アストロホールにてデビュー1周年記念ライブ「i☆Ris 1st ANNIVERSARY LIVE -THANK YOU ALL-」を開催し、昼・夜公演合わせ約700名を動員した[17]。
- 11月20日、4thシングル「WONDERLAND」をリリース[14]。

### 2014年
- 3月12日、メンバー個人のTwitterを開始。
- 3月26日、デビュー1周年記念ライブを収録したDVD『i☆Ris 1ST ANNIVERSARY LIVE-THANK YOU ALL-』をリリース[14]。
- 3月30日、新宿BLAZEにて2ndワンマンライブ「i☆Ris -STEP INTO THE RAINBOW-」を開催し[14]、700人を超える動員を記録した。
- 6月18日、5thシングル「徒太陽」をリリース[14]。テレビアニメ『最強銀河 究極ゼロ 〜バトルスピリッツ〜』のEDテーマに起用[14]。
- 7月5日、テレビアニメ『プリパラ』でメンバー6人全員がそれぞれ声優としてメインキャラクターの声を担当した。
- 7月12日、AKIBAカルチャーズ劇場にて、結成2周年記念イベント「i☆Ris 生誕祭2014」を開催[14]。
- 8月3日、TOKYO IDOL FESTIVAL（TIF）初出演[14]。
- 8月20日、6thシングル「Make it!」をリリース[14]。テレビアニメ『プリパラ』第1クールOPテーマに起用。
- 11月12日、7thシングル「ミラクル☆パラダイス」をリリース[14]。テレビアニメ『プリパラ』第2クールOPテーマに起用。
- 11月23日、六本木ブルーシアターにてデビュー2周年記念ライブ「i☆Ris 2nd Anniversary Live〜Dream Evolution〜」を開催[14]。

### 2015年
- 2月18日、8thシングル「Realize!」をリリース[14]。テレビアニメ『プリパラ』第3クールOPテーマに起用。
- 4月8日、1stアルバム「We are i☆Ris!!!」をリリース[14]。
- 4月18日 - 5月24日、初の全国ツアーライブ「i☆Ris 1st Live Tour 2015 〜We are i☆Ris!!!〜」を開催。ツアー千秋楽のZepp Tokyo公演がチケット完売を記録。
- 7月8日、9thシングル「ドリームパレード」をリリース[14]。テレビアニメ『プリパラ』第2シーズンOPテーマに起用。オリコン週間CDシングルランキング8位にランクイン。本作がi☆Ris初のトップ10入りとなった。
- 7月25日、NEW PIER HALLにて、結成3周年記念イベントを開催[14]。
- 9月16日、初の全国ツアーのZepp Tokyo公演を収録したBlu-ray&DVD『i☆Ris 1st Live Tour 2015 〜We are i☆Ris!!!〜@Zepp Tokyo』をリリース[14]。
- 10月28日、10thシングル「ブライトファンタジー」をリリース[14]。テレビアニメ『プリパラ』第2シーズン第3クールOPテーマに起用。
- 11月8日、豊洲PITにてデビュー3周年記念ライブ「i☆Ris 3rd Anniversary Live ～GALAXY～」を開催[14]。

### 2016年
- 2月3日、オフィシャルファンクラブ「虹会」が発足[18]。
- 2月17日、11thシングル「Goin'on」をリリース。テレビアニメ『プリパラ』第2シーズン第4クールOPテーマに起用。「ドリームパレード」に続き、オリコン週間CDランキング8位を達成。
- 3月12日、第10回声優アワード歌唱賞を受賞[19]。
- 4月20日、2ndアルバム「Th!s !s i☆Ris!!」をリリース[14]。
- 4月30日 - 5月21日、全国ツアーライブ「i☆Ris 2nd Live Tour 2016 〜Th!s !s i☆Ris!!〜」を開催[14]。ツアー千秋楽のZepp Tokyo公演が昨年のツアーに続いてチケット完売を記録。
- 6月1日、12thシングル「Ready Smile!!」をリリース[14]。テレビアニメ『プリパラ』第3シーズンOPテーマに起用。「Goin'on」に続き、オリコン週間CDランキング9位を達成。シングルでのオリコントップ10入りはこれが3作目となる。
- 7月9日、河口湖ステラシアター(1日限りのコラボネームでi☆Ristellartheater)にて「i☆Ris 結成4周年記念Live 〜foooour〜」を開催[14][20]。
- 8月3日、13thシングル「Re:Call」をリリース[14]。テレビアニメ『双星の陰陽師』のOPテーマに起用された。i☆Risのシングルで『プリパラ』以外でのタイアップに起用されたのは、5thシングルの「徒太陽」以来8作ぶり。
- 11月25日 - 日本武道館にて「i☆Ris 4th Anniversary LIVE 〜418〜」を開催。
- 12月27日、2017年1月から放送のテレビアニメ『AKIBA'S TRIP -THE ANIMATION-』のEDコンピレーションプロジェクトにi☆Risが参加することが発表。また、同プロジェクトの一環として芹澤がアニメ本編にゲスト出演した。

### 2017年
- 3月8日、14thシングル「Shining Star」をリリース。1作ぶりに『プリパラ』のOPテーマに起用された。本作はオリコンデイリーランキングで8位、週間ランキングでも10位と、4作目のトップ10入りを達成している。
- 3月22日、新曲「DIVE TO LIVE」（テレビアニメ『AKIBA'S TRIP -THE ANIMATION-』第11話エンディングテーマ）が収録されたコンピレーション・アルバム「AKIBA'S COLLECTION」がリリース。
- 4月9日 - 6月24日、全国ツアーライブ「i☆Ris 3rd Live Tour 2017 ～Fan+6=∞～」を開催。
- 4月29日、テレビアニメ『AKIBA'S TRIP -THE ANIMATION-』のライブイベント・『AKIBA'S FESTIVAL』（5月20日、神奈川県民ホール）にi☆Risの出演が発表された。
- 5月20日、イヤホンズ、A応P、every♥ing!、串田アキラ、ミルキィホームズ、みみめめMIMI、桃井はるこらと共に、ライブイベント『AKIBA'S FESTIVAL』に出演。
- 10月25日、ユニットが参加した日本動画協会「アニメNEXT_100」プロジェクト公式ソング「翼を持つ者 〜Not an angel Just a dreamer〜」がリリース。
- 11月1日、3rdアルバム「WONDERFUL PALETTE」をリリース。
- 11月6日-11月7日 - 府中の森芸術劇場にて「i☆Ris 5th Anniversary Live ～Go～」を開催。

### 2018年
- 2月21日、15thシングル「Memorial」をリリース。テレビアニメ『アイドルタイムプリパラ』のOPテーマに起用。
- 4月19日 - 6月16日、全国ツアーライブ「i☆Ris 4th Live Tour 2018 〜WONDERFUL PALETTE〜」を開催[21][22]。ツアー千秋楽の日本特殊陶業市民会館 ビレッジホール夜公演がチケット完売を記録。
- 5月9日、16thシングル「Changing point」をリリース。テレビアニメ『魔法少女サイト』のOPテーマに起用。
- 11月7日、TOKYO DOME CITY HALLにて「i☆Ris 6th Anniversary Live ～Lock on♡ 無理なんて言わせないっ!～」を開催。

### 2019年
- 2月13日、17thシングル「Endless Notes」をリリース。テレビアニメ『グリムノーツ The Animation』のEDテーマに起用[23]。
- 4月13日 - 6月1日、全国ツアーライブ「i☆Ris 5th Live Tour 2019 ～FEVER～」を開催[24]。ツアー千秋楽となる中野サンプラザ公演のチケットは即日完売となり、昼・夜両公演合わせ4000人を動員。またニコニコで行われた夜公演の生配信は約3万5千人が視聴した[25]。
- 5月22日、18thシングル「アルティメット☆MAGIC」をリリース。テレビアニメ『賢者の孫』のOPテーマに起用[26]。
- 8月28日、19thシングル「FANTASTIC ILLUSION」をリリース。テレビアニメ『手品先輩』のOPテーマに起用[27]。
- 11月24日、パシフィコ横浜・国立大ホールにて「i☆Ris 7th Anniversary Live 〜七福万来〜」を開催[28]。チケット完売を記録。

### 2020年
- 3月13日、4thアルバム「Shall we☆Carnival」をリリース。本作はオリコンデイリーランキングで3位、週間ランキングでは10位を記録した[29]。
- 11月8日、河口湖ステラシアターにて「i☆Ris 8th Anniversary Live ～88888888～」を無観客で開催し、配信を行った[30]。

### 2021年
- 3月28日、パシフィコ横浜・国立大ホールにて、2019年11月以来の有観客単独ライブとなる「i☆Ris LIVE 2021 ～storiez～」を開催。澁谷梓希を含む6人体制での最後のライブとなった[31]。
- 3月31日、澁谷梓希が卒業し、4月1日には5人での活動を開始した。澁谷はエイベックス・ピクチャーズは退所するが声優としては81プロデュースには引続き所属し、個人名義での活動を続ける[11][32]。
- 4月17日 - 8月1日、5人体制での全国ツアーライブ「i☆Ris 6th Live Tour 2021 ～Carnival～」を開催。
- 8月18日、20thシングル「Summer Dude」をリリース。5人体制になってから初のシングル。
- 11月7日、幕張メッセ イベントホールにて「i☆Ris 9th Anniversary Live ～Queen's Message～」を開催。
- 12月8日、21stシングル「12月のSnowry/ハートビート急上昇」をリリース。初の両A面シングルである[33]。

### 2022年
- 5月7日 - 7月7日、全国8カ所を巡るライブツアー「i☆Ris 7th Live Tour 2022 ～Traveling～」を開催[34]。仙台PIT公演がチケット完売を記録。
- 8月3日、22ndシングル「Queens Bluff」をリリース。Netflixシリーズ『賭ケグルイ双』のEDテーマに起用。約3年ぶりのアニメタイアップとなる。
- 11月7日、東京国際フォーラム ホールAにて「i☆Ris 10th Anniversary Live ～a Live～」を開催[35]。また同日に初のベストアルバム「10th Anniversary Best Album 〜Best i☆Rist〜」をリリースした[36]。

### 2023年
- 4月22日 - 7月17日、全国ツアーライブ「i☆Ris 8th Live Tour 2023 〜わっしょい!!!!!〜」を開催[37]。5公演でチケット完売を記録。
- 8月23日、23rdシングル「Let you know!/あっぱれ!馬鹿騒ぎ」をリリース[38]。オリコン週間CDシングルランキング9位にランクイン。「アルティメット☆MAGIC」以来約4年ぶりのトップ10入りとなった。
- 11月26日、パシフィコ横浜・国立大ホールにて、「i☆Ris 11th Anniversary Live 〜Heart Jack〜」を開催[39]。

### 2024年
- 1月24日、24thシングル「White Lyrical Kingdom / キセキ-ノ-フィラメント」をリリース。
- 4月21日、全国ツアーライブ「i☆Ris 9th Live Tour 2024 愛たくて… Full Ener9y!!」を開催。
- 4月27日、i☆Risの劇場アニメ作品「i☆Ris the Movie - Full Energy!! -」の完成披露プレミア上映会を東京・MOVIX亀有で開催[40]。
- 5月17日、「i☆Ris the Movie - Full Energy!! -」を公開[13]。また公開当日から6月7日にかけて、週変わりでジャケットや収録の特典映像が異なる「i☆Ris the Movie - Full Energy!! -」劇場限定版Blu-ray（4種類）を発売[41]。
- 6月12日、25thシングル「愛 for you! / 希望の花を」をリリース[42]。表題曲の一つ「愛 for you!」では、初めてメンバー5人が作詞を手掛けた[13]。
- 8月30日、さいたまスーパーアリーナで開催した『Animelo Summer Live 2024 -Stargazer-』に出演。初のトリを務めた[43]。
- 9月11日、劇場アニメ『i☆Ris the Movie - Full Energy!! -』を定額動画配信サービスアニメタイムズにて独占配信開始[44]。
- 9月13日、i☆Ris10周年プロジェクトの最終章として製作されたライブ & ドキュメンタリー映画『Live & Documentary Movie i☆Ris on STAGE』を劇場公開[13][45][46]。
- 10月4日から30日まで、12周年記念ライブ「i☆Ris 12th Anniversary Live ‐初☆アリーナMM(マジみて)‐」開催記念企画として、過去に発売したライブ映像作品から8作品を順次YouTubeのi☆Ris公式チャンネルとアニメタイムズ公式チャンネルで期間限定プレミア公開[47]。
- 10月31日より、デビュー1周年ライブ『i☆Ris 1st ANNIVERSARY LIVE -THANK YOU ALL-』から2023年に行った『i☆Ris 8th Live Tour 2023 〜わっしょい!!!!!〜』までのライブ映像作品（全20作品）をアニメタイムズで配信開始[47]。
- 11月4日、デビュー12周年を記念した初アリーナ公演『i☆Ris 12th Anniversary Live ‐初☆アリーナMM（マジみて）‐』を、i☆Ris史上最大規模となる神奈川・ぴあアリーナMMにて開催した[48]。

### 2025年
- 1月29日、昨年5月に劇場公開された実写映画『Live & Documentary Movie ～i☆Ris on STAGE～』のBlu-rayを発売。通常盤は劇場公開版の本編映像を収録しているが、初回限定盤には劇場公開版ではカットされていた未公開シーンを含むディレクターズカット版の本編映像を収録している[49]。
- 4月30日、オリジナル・アルバムとしては5年ぶりの発売となる5thアルバム『ViVa i☆DOL』を発売。ミュージック・ビデオが制作されたアルバムリード曲「ビバ☆アイドル!」には、早﨑すずき（僕が見たかった青空）がピアノ演奏で参加している[50]。
- 5月31日から7月20日まで、デビュー13周年を記念したツアー『i☆Ris 10th Live Tour 2025 ～ViVa i☆Ris～』を開催[51][52]。

## エピソード
芹澤によると結成当初、澁谷は皆に話しかけてもらっており、芹澤は若井に一方的に言っていたが、皆人見知りで中々会話が弾まなかったという。
芹澤によると「Color」お披露目イベントの時は当時は知名度が全然ないのがわかってたことから客がいないライブより、「ひとりでもいいから来てほしいな」という気持ちで一生懸命ビラ配りしていたという。
芹澤によると、TwinBox AKIHABARAの毎週月曜日の定期ライブの時はメンバーも学生が多く地方組もいたことから毎日学校行きながら月曜日だけ東京都にメンバーが全員集合していたと語る。久保田によると、ステージに立ち続けなくてはいけないことから「芸能界って厳しいんだな」と思っていたといい、その定期ライブについては誰も休んだことなかったと語る。山北によるとその定期ライブについてはYouTubeで配信していたといい、振り付けも失敗していたと語る。茜屋によると、その定期ライブでアニメキャラのコスプレをしたり、浴衣姿になったり、警察官のような職業系の制服を着ていたりしていた。山北によると、それらの衣装についてはテ―マだけ決めて、各自が好きなように衣装を準備していたと語る。茜屋によると、その定期ライブの最終日に撮っていたファンとの集合写真を見て「やっぱり私たちはファンの皆さんに支えられているんだな」と思った。芹澤によると、前述のとおり、その定期ライブの当日だけメンバーが全員集合していたが、その定期ライブに捧げる以上は当時の他の日は学業に集中しなければいけず、「これからどうしよう」と話し合うような時間も余裕もなく、「とにかくやるしかない！」と腹をくくっていたという。若井によると、その定期ライブでは精神面も鍛えられ、当時は声優としての仕事はほとんどなく、アイドルとしてステージに立つ仕事しかしてなかったが、その中でも場数を踏むのは大事なことだったことからその定期ライブについては「必要なことだった」と語る。
茜屋によると『プリパラ』以前はメンバーの芹澤優は声優の仕事を色々していたが、他のメンバーはあまり声優の仕事の経験がなく、「声優アイドルだ」と公表していたため、「世間からどう見られているんだろう」と悩んでいた時期もあった。『プリパラ』出演後は自信につながっていった。澁谷によると「『プリパラ』がなかったら、i☆Risはすでに解散していた」と振り返っている。
芹澤によると『プリパラ』の出演時のメンバー同士で悩みを「誰かを助けられる実力が自分にある」、「仲良く助け合うのはちょっと違うかな」とは思っていなかった。LINEを送るくらいならいいが、「ここはさ〜」と現場で話したりするのは、周囲に「ユニットの子が来てるな～」と思われるのがイヤであった。通常のアフレコは、声優同士が芝居のことで助け合うことがあまりないことから、たとえメンバーが壁にぶつかっていても、その姿を見守るだけであった。「ユニットのメンバーが全員出演してる」というのは珍しいことであったが、通常のアフレコの雰囲気は壊したくなくめちゃくちゃ迷惑をかけている立場だとしても、「ごめん」と伝えつつ、「とにかくやるしかなかった」と語る。久保田はi☆Risは全員負けず嫌いであったこと、山北は演じているキャラクターのタイプがそれぞれ違いすぎて、「メンバーに聞いたとて参考にならない」というのもあったと語る。
日本武道館でのライブは感動的で、茜屋もアドレナリン爆発だったが、伸び悩んでいた時期だったという。「自分たちでどうにかしよう」と話し合って、ライブに対して「こんなことをしてみたい」ということを、メンバーから発信するようになったことで、もう一段、i☆Risは変わることができた。「i☆Ris 6th Anniversary Live ～Lock on♡ 無理なんて言わせないっ!～」から「i☆Ris 5th Live Tour 2019 ～FEVER～」は、メンバーたちがやりたいことを存分にやれた。
若井によると武道館のステージで喜びはすごく大きかったが、同時に周囲からくれたプレゼントのようなライブで、「自分たちの手で勝ち取った」という意識は薄かった。2019年時点では次に武道館に立つときは、「自分たちの実力で勝ち取りたいな」という気持ちがある。芹澤は特別なステージだったことは間違いなかったが、『プリパラ』と、「武道館まで連れていきたい」という強い意志で引っ張り上げてくださったスタッフの皆が「連れて行ってくれた」、「それでどうにか立てた」という気持ちも強かったという。
茜屋によると、武道館のあとは、スタッフから「個人活動にも力を入れていこうね」と提案をくれた。「早く個人活動の土台を作ってユニットに還元しなきゃ」という焦りがあり、休んでいる時間はなかったという。山北は「ここで個人活動を優先しちゃったら、もうユニットは終わりなんじゃないか」と思っており、「せっかく大きなライブをやったんだから、この勢いをなんとか次に繋げていきたい」と感じていたという。
武道館のライブを終えた後、芹澤はうまくいっていない時期があったといい、久保田はリリースは定期的にさせてくれたが、ステージに立った時に「私たち武道館に行ったユニットなのに、客席が全然埋まっていない!?」のような時期があった。若井は活動自体も少なくなり、「私たち何もしてないな」、「どうして何もできないんだろう」と感じていた時期もあった。茜屋はそれぞれの個人の仕事も活発になってきた時期だったため、「ユニットとしてはどうしていくべきなのか、正解がわかんないや」と思っていた。「このままやめるのも一つの選択肢としてあるのかな」とそれくらい、悩んでいた。山北は武道館の後の2年間くらい山北もそうだが「やめようかな」と考えることもあったという。
「i☆Ris 4th Live Tour 2018 〜WONDERFUL PALETTE〜」の時は山北によると、スタッフチームが一新して環境が変わったこともありそのスタッフたちから「自分たちでライブを作ってみる？」と提案された。芹澤によると、それまではのライブはスタッフ中心で作っていたが、メンバー同士で「自分たちのステージなんだから自分たちで作ったほうがもっともっと楽しいよね」と話をしてそのライブ以降はセットリストや演出をメンバーが手がけるようになったと語る。
i☆Risで唯一大喧嘩したのは芹澤と澁谷の喧嘩の1回だけ。芹澤によると「結成して間もない頃、エイベックスのアカデミーに通いながらダンスの練習をしていたんですが、振り付けの予習に関してどうしても納得できないことがあって、衝突してしまいました（笑）。」という。それ以降喧嘩は全くしていない。この時もあくまで2人の喧嘩で6人全員で争ったり対立はなかった。
あっさりとビジネスパートナーと認めてしまうが、山北によると「仕事だから一緒にいるのかもしれないけど、お互いの仕事に絶対的な信頼を置いているから、意見が違ったとしても何も言わないし、言おうと思わない。」と語っている。
澁谷が卒業した時は若井によると「ユニットを解散する選択もあるよ」と言われ、存続するかどうか、皆で話していたが、「ここで終わるわけにはいかない」と思ったという。
山北は、澁谷の卒業後、歌やダンスの役割分担は、練習は必要であったが、スムーズに変わっていった。茜屋は役割は変わっていない気がしており、芹澤も「大きな役割の変化はなかった」といい、変わらないことが「ファンのみんなへの誠意だ」と思っていたため、澁谷が抜けて「ガラッと変わった」と思われたくなかった。i☆Risの良さは6人の時と変わったかもしれないが、i☆Risであることは変わらず、「自分は今までどおりでいたいな」と語る。山北は澁谷が卒業したことはi☆Ris史上で一番ショックな出来事であった。しかしその後の1年間は「5人にしかできないことをしよう」と頑張っていたことから、結果として、すごくポジティブな変身を遂げられたような気がしていたという。
活動初期はメンバーが声優を務めていた『プリパラ』の主題歌をはじめ、キラキラとしたかわいらしい曲が多かったが、その後は『賭ケグルイ双』のエンディングテーマ曲『Queens Bluff』、切ない失恋ソング『12月のSnowry』など表現の幅が広くなった。そのことについて久保田は2024年時点では「かっこいい楽曲が増えてきた」と言われるが、新人の頃もカップリング曲を中心にたくさん歌っていたと語る。ただし、当時はメンバー全員アイドルや声優の経験が少なかったため、一生懸命頑張って「かっこいい」を作っているという感覚だったと語る。
その後のメンバーそれぞれ「自分のやりたいこと」に正直に活動の幅を広げるようになり年齢を重ねてメンバー全員が声優として色々な役を演じてきたが、そのことについて久保田は「i☆Risの魅力」といい、「可愛さやかっこよさ、艶やかさなど色々な表現がしっかりとはまるようになってきた」と語る。
山北によると、ライブでは、当初は「紅白歌合戦に出たい」という目標を掲げていたが、その後は現実が見えてきてそういうことも言えなくなってしまったと語る。2024年当時なんのために活動していることについて山北は明確な答えは出せないものの、「大前提として、楽しいから」、「もっと大きい会場でライブをしたい」と語り、「今より売れていい」と言ってくれるファンがたくさんいるため、山北もそう思っていると語る。
メンバー同士のツーショットをSNSにあげることは少なく、「プライベートで一緒に遊びに行くことはほとんどない」、「仲の良さは70%くらい」といった等身大の関係についてはラジオやライブなどで話しているが、山北によると「どうせ偽ってもバレるだろう！」というスタンスだと語る。

## 作品

### シングル
|            | 発売日         | タイトル                                     | 規格品番     | 規格品番                                    | 規格品番              | オリコン 最高位 | 収録アルバム      | 収録アルバム |  |
| CD+Blu-ray | 発売日         | タイトル                                     | CD+DVD       | CD                                          |                       | オリコン 最高位 | 収録アルバム      | 収録アルバム |  |
| ---------- | -------------- | -------------------------------------------- | ------------ | ------------------------------------------- | --------------------- | --------------- | ----------------- | ------------ |  |
| 1st        | 2012年11月7日  | Color                                        | -            | AVCA-49961/B                                | AVCA-49962            | 100位           | We are i☆Ris!!!   | Best i☆Rist  |  |
| 2nd        | 2013年5月22日  | イチズ                                       | -            | AVCA-62112/B (TYPE-A) AVCA-62113/B (TYPE-B) | AVCA-62114 (TYPE-C)   | 62位            | -                 | Best i☆Rist  |  |
| 3rd        | 2013年8月21日  | §Rainbow                                     | -            | AVCA-62579/B (TYPE-A) AVCA-62580/B (TYPE-B) | AVCA-62581 (TYPE-C)   | 37位            | We are i☆Ris!!!   | Best i☆Rist  |  |
| 4th        | 2013年11月20日 | WONDERLAND                                   | -            | AVCA-62983/B (TYPE-A) AVCA-62984/B (TYPE-B) | AVCA-62985 (TYPE-C)   | 28位            | We are i☆Ris!!!   | Best i☆Rist  |  |
| 5th        | 2014年6月18日  | 徒太陽                                       | -            | AVCA-74447/B                                | AVCA-74448            | 27位            | -                 | Best i☆Rist  |  |
| 6th        | 2014年8月20日  | Make it!                                     | -            | AVCA-74515/B                                | AVCA-74516            | 26位            | We are i☆Ris!!!   | Best i☆Rist  |  |
| 7th        | 2014年11月12日 | ミラクル☆パラダイス                          | -            | EYCA-10117/B                                | EYCA-10118            | 19位            | -                 | Best i☆Rist  |  |
| 8th        | 2015年2月18日  | Realize!                                     | -            | EYCA-10263/B                                | EYCA-10264            | 22位            | We are i☆Ris!!!   | Best i☆Rist  |  |
| 9th        | 2015年7月8日   | ドリームパレード                             | -            | EYCA-10503/B                                | EYCA-10504            | 8位             | Th!s !s i☆Ris!!   | Best i☆Rist  |  |
| 10th       | 2015年10月28日 | ブライトファンタジー                         | -            | EYCA-10617/B                                | EYCA-10618            | 21位            | Th!s !s i☆Ris!!   | Best i☆Rist  |  |
| 11th       | 2016年2月17日  | Goin'on                                      | -            | EYCA-10798/B                                | EYCA-10799            | 8位             | Th!s !s i☆Ris!!   | Best i☆Rist  |  |
| 12th       | 2016年6月1日   | Ready Smile!!                                | -            | EYCA-10998/B                                | EYCA-10999            | 9位             | WONDERFUL PALETTE | Best i☆Rist  |  |
| 13th       | 2016年8月3日   | Re:Call                                      | -            | EYCA-11059/B                                | EYCA-11060            | 11位            | WONDERFUL PALETTE | Best i☆Rist  |  |
| 14th       | 2017年3月8日   | Shining Star                                 | -            | EYCA-11306/B                                | EYCA-11307            | 10位            | WONDERFUL PALETTE | Best i☆Rist  |  |
| 15th       | 2018年2月21日  | Memorial                                     | -            | EYCA-11850/B                                | EYCA-11851            | 6位             | Shall we☆Carnival | Best i☆Rist  |  |
| 16th       | 2018年5月9日   | Changing point                               | -            | EYCA-11869/B                                | EYCA-11870            | 8位             | Shall we☆Carnival | Best i☆Rist  |  |
| 17th       | 2019年2月13日  | Endless Notes                                | -            | EYCA-12282/B                                | EYCA-12281 EYCA-12283 | 12位            | Shall we☆Carnival | Best i☆Rist  |  |
| 18th       | 2019年5月22日  | アルティメット☆MAGIC                         | -            | EYCA-12510/B                                | EYCA-12509 EYCA-12511 | 8位             | Shall we☆Carnival | Best i☆Rist  |  |
| 19th       | 2019年8月28日  | FANTASTIC ILLUSION                           | -            | EYCA-12608/B                                | EYCA-12609 EYCA-12607 | 13位            | Shall we☆Carnival | Best i☆Rist  |  |
| 20th       | 2021年8月18日  | Summer Dude                                  | EYCA-13464/B | EYCA-13463/B                                | EYCA-13465            | 14位            | -                 | Best i☆Rist  |  |
| 21st       | 2021年12月8日  | 12月のSnowry/ハートビート急上昇              | EYCA-13547/B | EYCA-13546/B                                | EYCA-13548            | 15位            | -                 | Best i☆Rist  |  |
| 22nd       | 2022年8月3日   | Queens Bluff                                 | EYCA-13824/B | EYCA-13823/B                                | EYCA-13825            | 11位            | -                 | Best i☆Rist  |  |
| 23rd       | 2023年8月23日  | Let you know!/あっぱれ!馬鹿騒ぎ              | EYCA-14161/B | EYCA-14160/B                                | EYCA-14162            | 9位             | -                 |              |  |
| 24th       | 2024年1月24日  | White Lyrical Kingdom/キセキ-ノ-フィラメント | EYCA-14264/B | EYCA-14263/B                                | EYCA-14265            | 10位            | -                 |              |  |
| 25th       | 2024年6月12日  | 愛 for you! / 希望の花を                     | EYCA-14362/B | EYCA-14361/B                                | EYCA-14363            | 13位            | -                 |              |  |

### アルバム
|            | 発売日        | タイトル                                    | 規格品番                                              | 規格品番            | 規格品番             | オリコン 最高位 |
| CD+Blu-ray | 発売日        | タイトル                                    | CD+DVD                                                | CD                  |                      | オリコン 最高位 |
| ---------- | ------------- | ------------------------------------------- | ----------------------------------------------------- | ------------------- | -------------------- | --------------- |
| カバー     | 2013年4月3日  | カバ☆リス                                   |                                                       | AVCA-62271/B        |                      | 200位           |
| 1st        | 2015年4月8日  | We are i☆Ris!!!                             | EYCA-10433/B (TYPE-A)                                 | EYCA-10435 (TYPE-C) | 13位                 |                 |
| 1st        | 2015年4月8日  | We are i☆Ris!!!                             | EYCA-10434/B (TYPE-B)                                 | EYCA-10435 (TYPE-C) | 13位                 |                 |
| 2nd        | 2016年4月20日 | Th!s !s i☆Ris!!                             | EYCA-10800/B                                          | EYCA-10801/B        | EYCA-10802           | 16位            |
| 3rd        | 2017年11月1日 | WONDERFUL PALETTE                           | EYCA-11758/B                                          | EYCA-11757/B        | EYCA-11759           | 16位            |
| 4th        | 2020年3月13日 | Shall we☆Carnival                           | EYCA-12849/B                                          |                     | EYCA-12850           | 10位            |
| Best       | 2022年11月7日 | 10th Anniversary Best Album 〜Best i☆Rist〜 | EYCA-13872〜4/B〜C (3CD+2BD) EYCA-13875〜6/B (2CD+BD) | EYCA-13877/8 (2CD)  | 12位                 |                 |
| Best       | 2024年3月20日 | i☆Ris Coupling Best                         |                                                       |                     | EYCA-14279～80 (2CD) | 25位            |
| 5th        | 2025年4月30日 | ViVa i☆DOL                                  | EYCA-14643/B（初回限定盤） EYCA-14644/B（通常盤）     |                     | EYCA-14645           | 21位            |

### 映像作品
|      | 発売日         | タイトル                                                        | 規格品番   | 規格品番                                             |
| ---- | -------------- | --------------------------------------------------------------- | ---------- | ---------------------------------------------------- |
| 1st  | 2014年3月26日  | i☆Ris 1ST ANNIVERSARY LIVE-THANK YOU ALL-                       | DVD        | AVBA-73271                                           |
| 2nd  | 2015年9月16日  | i☆Ris 1st Live Tour 2015 〜We are i☆Ris!!!〜@Zepp Tokyo         | Blu-ray    | EYXA-10616                                           |
| 2nd  | 2015年9月16日  | i☆Ris 1st Live Tour 2015 〜We are i☆Ris!!!〜@Zepp Tokyo         | DVD        | EYBA-10614/5                                         |
| 3rd  | 2016年10月26日 | i☆Ris 結成4周年Live〜foooour〜@i☆RisTELLARTHEATER               | Blu-ray    | EYXA-11197                                           |
| 3rd  | 2016年10月26日 | i☆Ris 結成4周年Live〜foooour〜@i☆RisTELLARTHEATER               | DVD        | EYBA-11195/6                                         |
| 4th  | 2017年4月5日   | i☆Ris 4th Anniversary Live〜418〜                               | Blu-ray    | EYXA-11347                                           |
| 4th  | 2017年4月5日   | i☆Ris 4th Anniversary Live〜418〜                               | DVD        | EYBA-11345/6                                         |
| 5th  | 2018年8月29日  | i☆Ris 5th Anniversary Live～Go～                                | Blu-ray    | EYXA-12051                                           |
| 5th  | 2018年8月29日  | i☆Ris 5th Anniversary Live～Go～                                | DVD        | EYBA-12047                                           |
| 6th  | 2019年3月06日  | i☆Ris 6th Anniversary Live ～Lock on♡ 無理なんて言わせないっ!～ | Blu-ray+CD | EYXA-12288/B（初回生産限定盤）                       |
| 6th  | 2019年3月06日  | i☆Ris 6th Anniversary Live ～Lock on♡ 無理なんて言わせないっ!～ | Blu-ray    | EYXA-12289（通常盤）                                 |
| 6th  | 2019年3月06日  | i☆Ris 6th Anniversary Live ～Lock on♡ 無理なんて言わせないっ!～ | DVD+CD     | EYBA-12284～5/B（初回生産限定盤）                    |
| 6th  | 2019年3月06日  | i☆Ris 6th Anniversary Live ～Lock on♡ 無理なんて言わせないっ!～ | DVD        | EYBA-12286～7（通常盤）                              |
| 7th  | 2019年10月16日 | i☆Ris 5th Live Tour 2019 ～FEVER～                              | Blu-ray    | EYXA-12679                                           |
| 7th  | 2019年10月16日 | i☆Ris 5th Live Tour 2019 ～FEVER～                              | DVD        | EYBA- 12677～8                                       |
| 8th  | 2020年4月17日  | i☆Ris 7th Anniversary Live 〜七福万来〜                         | Blu-ray+CD | EYXA-12894/B（初回生産限定盤）                       |
| 8th  | 2020年4月17日  | i☆Ris 7th Anniversary Live 〜七福万来〜                         | Blu-ray    | EYXA-12895（通常盤）                                 |
| 8th  | 2020年4月17日  | i☆Ris 7th Anniversary Live 〜七福万来〜                         | DVD+CD     | EYBA-12890~1/B（初回生産限定盤）                     |
| 8th  | 2020年4月17日  | i☆Ris 7th Anniversary Live 〜七福万来〜                         | DVD        | EYBA-12892～3（通常盤）                              |
| 9th  | 2021年2月24日  | i☆Ris 8th Anniversary Live 〜88888888〜                         | Blu-ray+CD | EYXA-13281/B（初回生産限定盤）                       |
| 9th  | 2021年2月24日  | i☆Ris 8th Anniversary Live 〜88888888〜                         | Blu-ray    | EYXA-13282（通常盤）                                 |
| 9th  | 2021年2月24日  | i☆Ris 8th Anniversary Live 〜88888888〜                         | DVD+CD     | EYBA-13277～8/B（初回生産限定盤）                    |
| 9th  | 2021年2月24日  | i☆Ris 8th Anniversary Live 〜88888888〜                         | DVD        | EYBA-13279～80（通常盤）                             |
| 10th | 2021年7月7日   | i☆Ris LIVE 2021 〜storiez〜                                     | Blu-ray+CD | EYXA-13398/B（初回生産限定盤）                       |
| 10th | 2021年7月7日   | i☆Ris LIVE 2021 〜storiez〜                                     | Blu-ray    | EYXA-13399（通常盤）                                 |
| 10th | 2021年7月7日   | i☆Ris LIVE 2021 〜storiez〜                                     | DVD+CD     | EYBA-13394～5/B（初回生産限定盤）                    |
| 10th | 2021年7月7日   | i☆Ris LIVE 2021 〜storiez〜                                     | DVD        | EYBA-13396～7（通常盤）                              |
| 11th | 2021年7月7日   | i☆Ris Music Video Collection 2012-2020                          | Blu-ray    | EYXA-13449                                           |
| 11th | 2021年7月7日   | i☆Ris Music Video Collection 2012-2020                          | DVD        | EYBA-13448                                           |
| 12th | 2021年10月27日 | i☆Ris 6th Live Tour 2021 ～Carnival～                           | Blu-ray    | EYXA-13493～4（初回生産限定盤）                      |
| 12th | 2021年10月27日 | i☆Ris 6th Live Tour 2021 ～Carnival～                           | Blu-ray    | EYXA-13495（通常盤）                                 |
| 12th | 2021年10月27日 | i☆Ris 6th Live Tour 2021 ～Carnival～                           | DVD        | EYBA-13489～90（初回生産限定盤）                     |
| 12th | 2021年10月27日 | i☆Ris 6th Live Tour 2021 ～Carnival～                           | DVD        | EYBA-13491～2（通常盤）                              |
| 13th | 2022年3月9日   | i☆Ris 9th Anniversary Live 〜Queen's Message〜                  | Blu-ray+CD | EYXA-13625/B（初回生産限定盤）                       |
| 13th | 2022年3月9日   | i☆Ris 9th Anniversary Live 〜Queen's Message〜                  | Blu-ray    | EYXA-13626（通常盤）                                 |
| 13th | 2022年3月9日   | i☆Ris 9th Anniversary Live 〜Queen's Message〜                  | DVD+CD     | EYBA-13622～3/B（初回生産限定盤）                    |
| 13th | 2022年3月9日   | i☆Ris 9th Anniversary Live 〜Queen's Message〜                  | DVD        | EYBA-13624（通常盤）                                 |
| 14th | 2023年1月25日  | i☆Ris 7th Live Tour 2022 ～Traveling～                          | Blu-ray    | EYXA-13991～2（初回生産限定盤）                      |
| 14th | 2023年1月25日  | i☆Ris 7th Live Tour 2022 ～Traveling～                          | Blu-ray    | EYXA-13993（通常盤）                                 |
| 14th | 2023年1月25日  | i☆Ris 7th Live Tour 2022 ～Traveling～                          | DVD        | EYBA-13988～9（初回生産限定盤）                      |
| 14th | 2023年1月25日  | i☆Ris 7th Live Tour 2022 ～Traveling～                          | DVD        | EYBA-13990（通常盤）                                 |
| 15th | 2023年7月7日   | i☆Ris 10th Anniversary Live 〜a Live〜                          | Blu-ray+CD | EYXA-14122～3/B～C（初回生産限定盤）                 |
| 15th | 2023年7月7日   | i☆Ris 10th Anniversary Live 〜a Live〜                          | DVD        | EYBA-14124～5（通常盤）                              |
| 16th | 2024年5月17日  | i☆Ris the Movie - Full Energy!! 劇場限定版Blu-ray               | Blu-ray    | EYX1-14415（テンション爆アガりルート）               |
| 16th | 2024年5月24日  | i☆Ris the Movie - Full Energy!! 劇場限定版Blu-ray               | Blu-ray    | EYX1-14416（テンション鬼アガりルート）               |
| 16th | 2024年5月31日  | i☆Ris the Movie - Full Energy!! 劇場限定版Blu-ray               | Blu-ray    | EYX1-14417（テンションヤバアガりルート）             |
| 16th | 2024年6月7日   | i☆Ris the Movie - Full Energy!! 劇場限定版Blu-ray               | Blu-ray    | EYX1-14418（テンション激アガりルート）               |
| 16th | 2024年12月18日 | i☆Ris the Movie - Full Energy!! - Blu-ray                       | Blu-ray    | EYXA-14419/20（豪華版）                              |
| 16th | 2024年12月18日 | i☆Ris the Movie - Full Energy!! - Blu-ray                       | Blu-ray    | EYXA-14421（通常版）                                 |
| 17th | 2025年1月29日  | Live & Documentary Movie ～i☆Ris on STAGE～                     | Blu-ray    | EYXA-14605（初回生産限定盤(ディレクターズカット版)） |
| 17th | 2025年1月29日  | Live & Documentary Movie ～i☆Ris on STAGE～                     | Blu-ray    | EYXA-14606（通常盤(シアター版)）                     |

### ドラマCD
| 頒布日         | タイトル                                               | 頒布形態 | 規格品番   | 備考                                                                  |
| -------------- | ------------------------------------------------------ | -------- | ---------- | --------------------------------------------------------------------- |
| 2014年11月23日 | 第38期藍本女子高等学校生徒会活動日誌 あいぽん ドラマCD | CD       | EYCS-00009 | i☆Ris 2nd Anniversary Live〜Dream Evolution〜入場者に配布された非売品 |

### 未音源化楽曲
ライブイベント、定期ライブなどでカバーした楽曲。

#### ユニット内
| タイトル                        | オリジナルアーティスト                  | 作詞                       | 作曲           | 備考                              |
| ------------------------------- | --------------------------------------- | -------------------------- | -------------- | --------------------------------- |
| カッコ悪い I love you!          | フレンチ・キス                          | 秋元康                     | 黒須克彦       | 山北・芹澤・久保田の3名での歌唱。 |
| Believe                         | Folder5                                 | 谷穂チロル                 | GROOVE SURFERS |                                   |
| 天使にふれたよ!                 | 放課後ティータイム                      | 稲葉エミ                   | 川口進         |                                   |
| Dear My Future 〜未来の自分へ〜 | Prizmmy☆                                | 池畑伸人                   | 長岡成貢       |                                   |
| 太陽曰く燃えよカオス            | 後ろから這いより隊G                     | 畑亜貴                     | 田中秀和       |                                   |
| プラチナ                        | 坂本真綾                                | 岩里祐穂                   | 菅野よう子     | 茜屋のソロ歌唱。                  |
| SHOOT!                          | RO-KYU-BU!                              | KOTOKO                     | 八木沼悟志     |                                   |
| そばかす                        | JUDY AND MARY                           | YUKI                       | 恩田快人       | 芹澤のソロ歌唱。                  |
| マジLOVE1000%                   | ST☆RISH                                 | 上松範康                   | 上松範康       |                                   |
| 恋愛サーキュレーション          | 千石撫子 (花澤香菜)                     | meg rock                   | 神前暁         | 茜屋・久保田の2名での歌唱。       |
| Q&A リサイタル!                 | 戸松遥                                  | 田淵智也                   | 田淵智也       |                                   |
| ハッピー☆マテリアル             | 麻帆良学園女子中等部2-A                 | うらん                     | 大川茂伸       |                                   |
| 完璧ぐ〜のね                    | 渡り廊下走り隊                          | 秋元康                     | 藤本貴則       |                                   |
| 檄!帝国華撃団                   | 真宮寺さくら (横山智佐) & 帝国歌劇団    | 広井王子                   | 田中公平       |                                   |
| ライオン                        | May'n / 中島愛                          | Gabriela Robin             | 菅野よう子     | 茜屋・澁谷の2名での歌唱。         |
| 男女                            | 太郎                                    | 太郎                       | 太郎           | 山北・若井の2名での歌唱。         |
| You & Me                        | 田村ゆかり featuring motsu from m.o.v.e | 羽月美久 motsu（ラップ詞） | 小松一也       | 芹澤・久保田の2名での歌唱。       |

#### 他アーティストとのコラボレーション
| タイトル                | 共演者                     | オリジナルアーティスト | 作詞       | 作曲           | 備考                  |
| ----------------------- | -------------------------- | ---------------------- | ---------- | -------------- | --------------------- |
| 正解はひとつ!じゃない!! | ミルキィホームズ           | ミルキィホームズ       | 畑亜貴     | 山口朗彦       |                       |
| ブルーウォーター        | 田所あずさ                 | 森川美穂               | 来生えつこ | 井上ヨシマサ   |                       |
| メドレー                | 松本梨香 bless4            | 松本梨香               | 戸田昭吾   | たなかひろかず |                       |
| Snow halation           | 中川翔子 岩崎良美 高橋洋子 | μ's                    | 畑亜貴     | 山田高弘       | 茜屋以外の5名が参加。 |

### 参加楽曲
| 発売日         | 商品名                                     | 歌 | 楽曲                                           | 備考                                                            |
| -------------- | ------------------------------------------ | --- | ---------------------------------------------- | --------------------------------------------------------------- |
| 2017年10月25日 | 翼を持つ者 〜Not an angel Just a dreamer〜 | i☆Ris、井上あずみ、Wake Up, Girls!、内田真礼、串田アキラ、GRANRODEO、ささきいさお、下野紘、JAM Project、鈴木このみ、鈴村健一、竹達彩奈、茅原実里、TRUE、豊永利行、中川翔子、羽多野渉、堀江美都子、水木一郎、Minami、三森すずこ、May'n、米倉千尋 | 「翼を持つ者 〜Not an angel Just a dreamer〜」 | 日本動画協会「アニメNEXT_100」プロジェクト公式ソング            |
| 2020年6月12日  | なんてカラフルな世界！                     | オーイシマサヨシ（OxT）、KISHOW（GRANRODEO）、i☆Ris、亜咲花、雨宮天、東山奈央、幹葉（スピラ・スピカ）、鈴木愛奈、仲村宗悟、伊藤昌弘（Argonavis）                                                                                                | 「なんてカラフルな世界！」                     | ライブイベント『Animelo Summer Live 2020 -COLORS-』テーマソング |

### タイアップ
| 楽曲                    | タイアップ                                                                        | 時期                          | 収録作品                                        |
| ----------------------- | --------------------------------------------------------------------------------- | ----------------------------- | ----------------------------------------------- |
| Color                   | メ〜テレ・テレビ朝日系アニメ『バトルスピリッツ ソードアイズ』第1クールED          | 2012年9月9日 - 2013年3月10日  | 1stシングル「Color」                            |
| Color                   | メ〜テレ・テレビ朝日系アニメ『バトルスピリッツ ソードアイズ』第1クールED          | 2013年9月8日                  | 1stシングル「Color」                            |
| ウィーアー!             | MBS広報番組『でいりぃ げっと。』ED                                                | 2013年                        | ミニアルバム『カバ☆リス』                       |
| イチズ                  | テレビ東京系アニメ『ムシブギョー』第1クールED                                     | 2013年4月8日 - 7月1日         | 2ndシングル「イチズ」                           |
| i☆Doloid                | TBS広報番組『ツボ娘』4月度ED                                                      | 2013年4月                     | 2ndシングル「イチズ」                           |
| §Rainbow                | テレビ東京系アニメ『プリティーリズム・レインボーライブ』第2クールED               | 2013年7月6日 - 9月28日        | 3rdシングル「§Rainbow」                         |
| 幻想曲WONDERLAND        | TBS系情報番組『ランク王国』12・1月度ED                                            | 2013年12月 - 2014年1月        | 4thシングル「WONDERLAND」                       |
| 幻想曲WONDERLAND        | テレ玉 アイドル情報番組『ウタ娘』3月度OP                                          | 2014年3月                     | 4thシングル「WONDERLAND」                       |
| 幻想曲WONDERLAND        | 劇場アニメ『i☆Ris the Movie - Full Energy!! -』挿入歌                             | 2024年5月17日                 | 4thシングル「WONDERLAND」                       |
| Last Moment             | テレビ東京系アニメ『義風堂々!! 兼続と慶次』第2クールED                            | 2013年10月8日 - 12月17日      | 4thシングル「WONDERLAND」                       |
| EDGE OF HEAVEN          | ニンテンドー3DS『メタルマックス4 月光のディーヴァ』OP                             | 2013年11月7日                 | 4thシングル「WONDERLAND」                       |
| 徒太陽                  | メ〜テレ・テレビ朝日系アニメ『最強銀河 究極ゼロ 〜バトルスピリッツ〜』第2クールED | 2014年3月30日 - 6月22日       | 5thシングル「徒太陽」                           |
| Happy New World☆        | カードゲーム『バトルスピリッツ ディーバブースター【女神達の調べ】』テーマソング   | 2014年                        | 5thシングル「徒太陽」                           |
| Happy New World☆        | 劇場アニメ『i☆Ris the Movie - Full Energy!! -』挿入歌                             | 2024年5月17日                 | 5thシングル「徒太陽」                           |
| Make it!                | テレビ東京系アニメ『プリパラ』第1クールOP                                         | 2014年7月5日 - 9月27日        | 6thシングル「Make it!」                         |
| Make it!                | 劇場アニメ『i☆Ris the Movie - Full Energy!! -』挿入歌                             | 2024年5月17日                 | 6thシングル「Make it!」                         |
| ミラクル☆パラダイス     | テレビ東京系アニメ『プリパラ』第2クールOP                                         | 2014年10月4日 - 12月27日      | 7thシングル「ミラクル☆パラダイス」              |
| Realize!                | テレビ東京系アニメ『プリパラ』第3クールOP                                         | 2015年1月10日 - 3月28日       | 8thシングル「Realize!」                         |
| Believer's HEAVEN       | スマートフォン向けアニメーションロールプレイングゲーム『ザクセスヘブン』主題歌    | 2015年8月19日 - 2016年4月25日 | 1stアルバム『We are i☆Ris!!!』                  |
| ドリームパレード        | テレビ東京系アニメ『プリパラ』2ndシーズン第1クール、第2クールOP                   | 2015年4月4日 - 9月26日        | 9thシングル「ドリームパレード」                 |
| ドリームパレード        | テレビ東京『アニメマシテ』OP                                                      | 2015年9月15日                 | 9thシングル「ドリームパレード」                 |
| ドリームパレード        | 劇場アニメ『i☆Ris the Movie - Full Energy!! -』挿入歌                             | 2024年5月17日                 | 9thシングル「ドリームパレード」                 |
| ブライトファンタジー    | テレビ東京系アニメ『プリパラ』2ndシーズン第3クールOP                              | 2015年10月5日 - 2016年1月4日  | 10thシングル「ブライトファンタジー」            |
| ブライトファンタジー    | テレビ東京『アニメマシテ』ED                                                      | 2015年10月13日                | 10thシングル「ブライトファンタジー」            |
| NEXTAGE                 | TOKYO MX『アニサン劇場』OP                                                        | 2015年10月6日 - 10月20日      | 10thシングル「ブライトファンタジー」            |
| NEXTAGE                 | TOKYO MX『アニサン劇場』OP                                                        | 2015年12月8日 - 12月22日      | 10thシングル「ブライトファンタジー」            |
| ハチャメチャ×ストライク | OVA『ハンツー×トラッシュ』主題歌                                                  | 2015年10月6日                 | 10thシングル「ブライトファンタジー」            |
| Goin'on                 | テレビ東京系アニメ『プリパラ』2ndシーズン第4クールOP                              | 2016年1月11日 - 3月28日       | 11thシングル「Goin'on」                         |
| Ready Smile!!           | テレビ東京系アニメ『プリパラ』3rdシーズン第1クールOP                              | 2016年4月5日 - 6月28日        | 12thシングル「Ready Smile!!」                   |
| Re:Call                 | テレビ東京系アニメ『双星の陰陽師』OP                                              | 2016年7月13日 - 10月5日       | 13thシングル「Re:Call」                         |
| Re:Call                 | テレビ東京『アニメマシテ』ED                                                      | 2016年8月30日                 | 13thシングル「Re:Call」                         |
| Re:Call                 | 日本海テレビ制作『きみだけTV』OP                                                  | 2016年10月5日 - 12月21日      | 13thシングル「Re:Call」                         |
| Shining Star            | テレビ東京系アニメ『プリパラ』3rdシーズン第4クールOP                              | 2017年1月24日 - 3月28日       | 14thシングル「Shining Star」                    |
| DIVE TO LIVE            | テレビアニメ『AKIBA'S TRIP -THE ANIMATION-』第11話ED                              | 2017年3月15日                 | コンピレーションアルバム『AKIBA'S COLLECTION』  |
| Memorial                | テレビ東京系アニメ『アイドルタイムプリパラ』第4クールOP                           | 2018年1月9日 - 3月27日        | 15thシングル「Memorial」                        |
| Changing point          | テレビアニメ『魔法少女サイト』OP                                                  | 2018年4月7日 - 6月23日        | 16thシングル「Changing point」                  |
| Endless Notes           | テレビアニメ『グリムノーツ The Animation』ED                                      | 2019年1月11日 - 3月29日       | 17thシングル「Endless Notes」                   |
| アルティメット☆MAGIC    | テレビアニメ『賢者の孫』OP                                                        | 2019年4月10日 - 6月26日       | 18thシングル「アルティメット☆MAGIC」            |
| アルティメット☆MAGIC    | 劇場アニメ『i☆Ris the Movie - Full Energy!! -』挿入歌                             | 2024年5月17日                 | 18thシングル「アルティメット☆MAGIC」            |
| FANTASTIC ILLUSION      | テレビアニメ『手品先輩』OP                                                        | 2019年7月2日 - 9月17日        | 19thシングル「FANTASTIC ILLUSION」              |
| 泡沫の光                | PS4 / Nintendo Switch『Root Film（ルートフィルム）』主題歌                        | 2020年7月30日                 | 4thアルバム「Shall we☆Carnival」                |
| Queens Bluff            | Netflixシリーズ『賭ケグルイ双』ED                                                 | 2022年8月4日                  | 22ndシングル「Queens Bluff」                    |
| Cheer up                | 劇場アニメ『i☆Ris the Movie - Full Energy!! -』挿入歌                             | 2024年5月17日                 | 20thシングル「Summer Dude」                     |
| ハートビート急上昇      | 劇場アニメ『i☆Ris the Movie - Full Energy!! -』挿入歌                             | 2024年5月17日                 | 21stシングル「12月のSnowry/ハートビート急上昇」 |
| 愛 for you!             | 劇場アニメ『i☆Ris the Movie - Full Energy!! -』主題歌                             | 2024年5月17日                 | 25thシングル「愛 for you! / 希望の花を」        |
| 愛 for you!             | TBS系情報番組『王様のブランチ』 8月度ED                                           | 2024年8月                     | 25thシングル「愛 for you! / 希望の花を」        |
| 愛 for you!             | 映画『Live & Documentary Movie 〜i☆Ris on STAGE〜』主題歌                         | 2024年9月13日                 | 25thシングル「愛 for you! / 希望の花を」        |
| 希望の花を              | 劇場アニメ『i☆Ris the Movie - Full Energy!! -』挿入歌                             | 2024年5月17日                 | 25thシングル「愛 for you! / 希望の花を」        |
| 希望の花を              | TBS系情報番組『よるのブランチ』 10・11月度ED                                      | 2024年10月 - 2024年11月       | 25thシングル「愛 for you! / 希望の花を」        |
| 夢へのヒトカケラ        | テレビアニメ『嘆きの亡霊は引退したい』第2クールED                                 | 2025年10月 -                  | 26thシングル「夢へのヒトカケラ」                |

## 出演

### テレビ
レギュラー
- きみだけTV（2016年10月5日 - 2017年3月29日、日本海テレビ）

ゲスト
- iDOL Tunes #14（2012年11月1日、スカパー!PigooHD）
- GirlsNews〜声優（スカパー!PigooHD）
  - 2012年11月2日 #51
  - 2012年11月16日 #52
- BOMBER-E（メ〜テレ）
  - 2013年1月8日
  - 2014年4月22日
- 魁!音楽番付〜EIGHT〜（フジテレビ）
  - 2013年1月23日
  - 2013年4月17日
- つながるGO!GO!（2013年3月6日、J:COMチャンネルHD） - （山北・芹澤・若井・久保田・澁谷）
- 女の子宣言! アゲぽよTV（2013年4月24日、毎日放送）
- アニメDON!（テレビ東京）
  - 2013年6月3日
  - 2013年11月18日
- ウタ娘（テレビ埼玉）
  - 2013年6月7日
  - 2013年7月26日
  - 2013年8月30日
  - 2013年9月27日
  - 2013年11月8日
  - 2013年12月13日
  - 2014年2月14日
  - 2014年2月21日
  - 2014年3月21日
- 未来定番曲〜Future Standard Push〜（2013年10月21日 - 2013年12月5日、テレビ埼玉他 全8局ネット）
- たまスタ特番 アニ玉特集（2013年10月31日、J:COMチャンネル 11ch）
- STUDIO MUSIX（2013年12月1日、ANIMAX）
- アニメソング史上最大の祭典〜アニメロサマーライブ2013〜 第3夜（2013年12月1日、NHK BSプレミアム）
- ANIMAX MUSIX 2013（2014年2月7日 - 28日、ANIMAXチャンネル）
- IDOL REVUE MUSiC×iD by スペースシャワーTV プラス（2014年6月4日、BSスカパー!） - （山北・芹澤・若井・澁谷）
- MUSiC×iD Plus+（2014年6月13日、100%ヒッツ!スペースシャワーTVプラス） - （山北・芹澤・若井・澁谷）
- 特別開校! プリパラスクール（2014年6月21日・28日、テレビ東京系6局・BSジャパン）
- カンニングのDAI安吉日!（2015年7月19日、BSフジ）
- i☆Ris 1st Live Tour 2015 スペシャル（2015年9月12日、BSフジ）
- PON! クロちゃんのアイドル日記（2015年10月20日、日本テレビ）
- アニメソング史上最大の祭典〜アニメロサマーライブ2015〜（2015年11月29日＜Vol.3＞・12月6日＜Vol.4＞、NHK BSプレミアム）
- 『アニソン・ハンター』スペシャルライブ（2015年12月7日＜第25回＞、BSフジ）
- アニソン・ハンター 年またぎ生放送SP（2015年12月31日、BSフジ）
- Do!ろーかる（2016年2月13日、テレビ北海道） - （山北・茜屋）
- NAOMIの部屋（2016年4月30日、NHK総合[71]）
- カウントダウンLIVE アニソン ベスト100!（2017年2月18日、NHK BSプレミアム） - （山北・芹澤・若井・久保田・澁谷）
- AAB開局25周年記念特別番組 サタナビっ!美～beauty～スペシャル（2017年9月30日、秋田朝日放送[72]）
- 人生が変わる1分間の深イイ話（2019年6月24日、日本テレビ）

### ラジオ
ゲスト
- Super a-hour DIVE II you（文化放送）
  - 2012年9月7日 - （芹澤・茜屋・若井）
  - 2012年9月14日 - （山北・久保田・澁谷）
  - 2012年11月2日 - （山北・芹澤・澁谷）
  - 2013年3月22日 - （芹澤・若井・澁谷）
  - 2013年3月29日 - （山北・茜屋・久保田）
- 神田朱未のわたしのすきなこと。（2012年10月28日、FM愛知）
- OH! HAPPY MORNING（2012年11月7日 - 8日、JFN系列） - （山北・澁谷）
- K・WEST ENTAME GENERATION（2012年11月22日、bayfm） - （山北・芹澤・久保田）
- 星空サンライズ（2012年11月18日＜第85回＞、FM NACK5） - （山北・芹澤・久保田・澁谷）
- 電人★GA部ぅ〜（2012年11月24日、文化放送・ニコニコ生放送）
- 菊地亜美の1ami9（2013年3月23日、ラジオ日本） - （茜屋・久保田）
- 斉藤雪乃のイチバンセン!（2013年4月8日、ラジオ日本）
- J-POP1422（2013年5月21日、ラジオ日本）
- ON8 (bayfm)
  - 2013年6月4日 - （山北・芹澤・久保田）
  - 2013年9月3日 - （山北・芹澤・茜屋）
- 劇団サンバカーニバル（2013年8月3日、FM-FUJI） - （芹澤・茜屋・久保田）
- 〜IDOL SHOWCASE〜 i-BAN!!（2013年8月18日、FM NACK5）
- DIG IT!DIG IT!（2013年12月20日、ZIP-FM） - （山北・芹澤・若井・茜屋・澁谷）
- メガコンDJのおねだりミュージック・アワー（2013年12月21日、FM愛知） - （芹澤・茜屋・澁谷）
- WOW!（2013年12月30日、ZIP-FM） - （芹澤・茜屋・若井）
- ナガオカ×スクランブル（CBCラジオ）
  - 2015年
2月25日
4月24日（若井）
10月2日（若井[注釈 5]・山北）
10月9日（若井[注釈 5]・茜屋）
10月16日（若井[注釈 5]・久保田）
10月23日（若井[注釈 5]・澁谷）
10月30日（若井[注釈 5]・山北・茜屋・久保田・澁谷）
- Till Dawn Music（2015年7月8日、MBSラジオ）
- A&G TRIBAL RADIO エジソン（2015年10月3日、文化放送）
- ミュ〜コミ+プラス（ニッポン放送）
  - 2015年11月19日、2020年3月06日 - （芹澤・茜屋）
  - 2015年12月15日、2016年2月18日、2017年10月26日 - （芹澤・若井）
  - 2016年6月2日 - （芹澤・澁谷）
  - 2016年8月11日 - （芹澤・久保田）
  - 2018年2月15日 - （芹澤・山北）
- NEW CHITOSE AIRPORT 北海道ショールーム presents SKY STREET（FM NORTH WAVE：2016年2月9日）
- ANI-ON!（AIR-G'：2016年2月14日）※コメント出演
- カーナビラジオ午後一番!（2016年2月16日、HBCラジオ） - （山北・芹澤・久保田）
- 藤井孝太郎のログイン!よる☆PA（2016年2月17日、STVラジオ） - （山北・芹澤）
- アニメロティックNEO*（2016年2月21日、HBCラジオ） - （山北・芹澤・久保田）

### インターネット放送
レギュラー
- アニミュゥモCHANNEL（2013年4月11日 - 、アニミュゥモ）※番組ナビゲーター[73]
- A&G ARTIST ZONE i☆Risの2h（2013年8月5日 - 2014年12月29日、超!A&G+）[74] - メンバー2人ずつ交代でパーソナリティを担当
- i☆Ristation!!（2017年7月7日 - 、超!A&G+・AG-ON Premium）[75]
- 帰ってきた！i☆Risと一緒に夜食を食べよう! (2017年9月7日 - 2018年6月18日、ニコニコ生放送)
- ガチ! i☆Ris (2019年11月24日 − 2020年3月6日、ニコニコ動画)

単発
- i☆Risプレゼンツ「劇場版プリパラ 公開直前SP」（2015年2月21日、ニコニコ生放送）
- i☆Ris生出演 〜1stアルバム・1stツアー直前SP〜（2015年3月28日、ニコニコ生放送）
- i☆Risと一緒に夜食を食べよう! （2015年5月26日、ニコニコ生放送） - （芹澤・茜屋・若井）
- i☆Ris 全員集合!! 夏のニコ生スペシャル（2015年8月31日、ニコニコ生放送）
- J-Debit Presents i☆Ris 全員集合!! 秋のニコ生スペシャル（2015年10月27日、ニコニコ生放送）
- i☆Ris生出演 『i☆Risからビックなニュースがあるよ!!!』（2016年2月13日、ニコニコ生放送）
- J-Debit Presents i☆Risアワー Vol.1 〜ゲスト:莉音(りーめろ先輩)〜（2016年4月19日、ニコニコ生放送）
- J-Debit Presents i☆Risアワー Vol.2 〜i☆Ris全員集合スペシャル〜（2016年5月31日、ニコニコ生放送）
- J-Debit Presents i☆Risアワー Vol.3 〜i☆Ris全員集合スペシャル〜[注釈 6]（2016年8月2日、ニコニコ生放送）
- J-Debit Presents i☆Risアワー Vol.4 ～全員集合スペシャル～（2016年10月1日、ニコニコ生放送）
- J-Debit Presents i☆Risアワー Vol.5 ～武道館直前スペシャル！～（2016年11月12日、ニコニコ生放送）
- J-Debit Presents i☆Risアワー Vol.6 ～クリスマス・スペシャル/ゲスト:高柳明音(SKE48)～（2016年12月21日、ニコニコ生放送）
- i☆Ris生出演「i☆Ris 5th Live Tour 2019～FEVER～」メンバー生実況 （2019年10月8日、ニコニコ生放送） - （山北・若井・久保田）

ゲスト
- 超!A&G+ デジスタ（2012年11月3日、超!A&G+） - （山北・芹澤・若井・久保田・澁谷）
- せきおちゃんねる おせきは〜ん![注釈 7] （Ustream配信）
  - 2012年11月6日 - （山北・芹澤）
  - 2012年11月17日
- Voice Push! presents ふれふれ!（2012年12月7日、超!A&G+） - （芹澤・久保田・澁谷）
- シシララ プラス!スペシャル生放送（ニコニコ生放送）
  - 第15回 2013年3月6日 - （芹澤・久保田）
  - 第16回 2013年3月22日 - （山北・澁谷）
- A&G ARTIST ZONE 鷲崎健の2h（超!A&G+）
  - 2013年5月17日 - （山北・芹澤・久保田）
  - 2013年8月2日
  - 2013年11月22日 - （山北・若井）
- A&G Girls Project Trefle（2014年6月14日：超!A&G+） - （茜屋・芹澤）
- 直前!みんな集まれ!アニ玉祭（仮）（2013年10月14日、超!A&G+） - （久保田・澁谷）
- アイドル番組やってみた（2013年11月1日、アメスタ） - （山北・芹澤）
- アイドルの聖地 AKIBAカルチャーズ劇場 いままでのライブほぼ全部見せちゃいますSP!（2013年11月2日、ニコニコ生放送）
- ニンテンドー3DS用ソフト「メタルマックス4 〜月光のディーヴァ〜」発売前夜祭 生中継!（2013年11月6日、ニコニコ生放送）
- ノン子とのび太のアニメスクランブル（超!A&G+）
  - 2013年11月21日 - （山北・澁谷）
  - 2016年6月1日 - （芹澤・若井）
- Xperia presents 吉田尚記 XYZ（2013年12月10日、ニコニコ生放送）
- ayami 1st☆Anniversary「ayamiのまんま」（2013年12月20日、ニコニコ生放送） - （山北・茜屋）
- あませらげ!東京!（2014年4月5日：超!A&G+） - （山北（・芹澤）・若井・澁谷）
- a-nation TV（2014年8月19日、USTREAM）
- J-Debit お買い物♡おねだり対決 ニコ生スペシャル（2014年9月15日、ニコニコ生放送） - （芹澤、茜屋、久保田）
- ザクセスヘブン製作発表会 in ニコファーレ（2015年3月17日、ニコニコ生放送）
- 西川貴教のイエノミ!!（2015年10月22日、ニコニコ生放送）
- ANIMAX MUSIX事前PR番組「ライブ見るなら ANIMAX MUSIX!」#1（2015年11月7日 - 2015年11月30日、スカパー!オンデマンド） - （山北、芹澤、若井、澁谷）
- ANIMAX MUSIX事前PR番組「ライブ見るなら ANIMAX MUSIX!」#2（2015年11月14日 - 2015年11月30日、スカパー!オンデマンド）
- 裏ANIMAX MUSIX in 横アリの小部屋（2015年11月21日 - 2015年11月30日、スカパー!オンデマンド）
- 【ゲスト:predia/i☆Ris】オーイシ✕加藤の「ニコ生☆音楽王」第17回（2018年2月14日、ニコニコ生放送） - （山北・澁谷）

### 映画
- i☆Ris the Movie - Full Energy!! -（2024年5月17日公開）
- Live & Documentary Movie 〜i☆Ris on STAGE〜（2024年9月13日公開）

### ゲーム
- 嫁コレアイドル（2013年5月21日[注釈 8] - 2014年3月31日）
- メタルマックス4 月光のディーヴァ（2013年11月7日）
  - 主題歌の他、各地のメモリーセンターの受付嬢として各メンバーが個別に声を当てている。
- SHOW BY ROCK!!（2018年11月23日 - 12月21日）
  - i☆Risとのコラボとしてi☆Risをイメージした劇中バンド「ice☆Crhythm」が登場。i☆Risの楽曲がプレイできるほか、ボイスも実装された[76]。
- Root Film（2020年6月30日）
  - メンバー6人全員がメインキャストの声を担当しているほか、主題歌も担当している。

### 広告
- J-Debit 春の新生活スタートキャンペーン「新生活家電バトル」スペシャル動画（2014年3月17日 - 4月11日、日本デビットカード推進協議会（日本電子決済推進機構）） - （芹澤・茜屋・久保田）[77]
- 人気声優〜おねだり対決!!J-Debit秋のお楽しみキャンペーン!（2014年9月10日 - 10月5日、日本デビットカード推進協議会（日本電子決済推進機構）） - （芹澤・茜屋・久保田）[78]
- 「海外ドラマを見よう!実行委員会」“海ドラ宣伝部”（2015年4月28日 - 、「海外ドラマを見よう!実行委員会」）[79]

### その他
- i☆Risの愛し愛されi☆Listen♪ (2013年2月3日 - 2013年3月30日、テレドーム)
- 世界一短い!?TV (2016年2月16日-2月21日、新宿アルタビジョン)

## 書籍・出版物

### 写真集
- i☆Ris しゃべるグラビア（2023年9月6日、扶桑社）ISBN 978-4594095154

### 雑誌

#### 連載
- i☆Risの趣味の部屋（声優グランプリ、2014年1月号 - 2014年7月号）
- 声優パラダイスR（2013年から連載〜芹澤優のALL to 優〜すべてをあなたに）
- 声優パラダイスR（2014年から連載〜久保田未夢の姫様!!それはなりませぬ！）
- i☆Risのi☆Ri素。（フリーペーパーアニカン Vol.148 2015年5月15日発行 2015年6月号 - 終了号不明）
- i☆Ris しゃべるグラビア（週刊SPA! 2021年5月11日発行 2021年5月18日号 - 2023年07月12日号）[80]

#### 単発
- 声優パラダイス (Vol.15)
- 月刊ポップティーン（2014年3月号）
- 声優パラダイスR（2014年10月号）
- TVステーション（2014年21号、2014年9月24日発売）
- 週刊プレイボーイ（2015年no.3・4合併号 2015年1月5日発売）
- 月刊ニュータイプ（2015年3月号 2015年2月10日発売[81]）
- フリーペーパーアニカン（Vol.144、2015年2月14日発行[82]）
- bounce（378号、2015年4月25日発行）
- アニメージュ（2015年7月号、2015年8月号）
- アニカンRヤンヤン!! 2015 SUMMER フレッシュフレッシュ（2015年7月16日発売）
- 声優パラダイスR（Vol.8 2015年9月10日発売、Vol.9 2015年11月10日発売）
- 日経エンタテインメント!（2015年12月号 2015年11月4日発売）
- 日経エンタテインメント! アイドルSpecial 2016（2015年12月3日発売）
- 月刊ニュータイプ（2016年3月号 2016年2月10日発売）[83]）

### トレーディングカード
- Voice Actor Card Collection EX VOL.02 i☆Ris『i☆Style』（2021年11月7日、ブシロードメディア）

## イベント

### 定期ライブ
2013年4月8日から5月13日までの毎週月曜日、TwinBox AKIHABARAにて定期ライブを開催した。なお、2013年4月29日と5月6日は祝日のため1日2回公演、総合計で8公演開催した。
2013年8月6日から8月27日までの毎週火曜日は「i☆RisがTwinBoxに帰ってくぅ〜る〜！」と題し、1か月限定の定期ライブを行なった。

### 単独イベント
| 公演日   | 公演名                                       | 会場                            | 備考              |
| -------- | -------------------------------------------- | ------------------------------- | ----------------- |
| 10月8日  | お披露目イベント                             | アキバ☆ソフマップ1号店 8F       |                   |
| 10月13日 | i☆Ris 握手会                                 | アキバ☆ソフマップ1号店 2F       | 握手会のみ、2部制 |
| 11月4日  | デビューシングル「Color」リリース記念 握手会 | アキバ☆ソフマップ1号店 2F       | 握手会のみ、2部制 |
| 11月11日 | デビューシングル「Color」リリースイベント    | アキバ☆ソフマップ1号店 8F       | 3部制             |
| 11月23日 | ミニライブ TSUTAYA津田沼店                   | モリシア津田沼 1Fセンターコート | 2部制             |
| 11月24日 | i☆Ris 握手会 アニメガ新横浜駅店              | アニメガ新横浜駅店              | 握手会のみ        |
| 12月16日 | 単独イベント                                 | アキバ☆ソフマップ1号店 8F       | 2部制             |

| 公演日   | 公演名                                                     | 会場                                           | 備考                          |
| -------- | ---------------------------------------------------------- | ---------------------------------------------- | ----------------------------- |
| 2月17日  | アニソンカバーミニアルバム「カバ☆リス」予約イベント        | アキバ☆ソフマップ1号店 8F                      | 休演：茜屋                    |
| 3月16日  | アニソンカバーミニアルバム「カバ☆リス」予約イベント        | ダイバーシティ東京プラザ 2F フェスティバル広場 | 休演：茜屋                    |
| 3月17日  | アニソンカバーミニアルバム「カバ☆リス」予約イベント        | アキバ☆ソフマップ1号店 8F                      |                               |
| 3月22日  | アニソンカバーミニアルバム「カバ☆リス」予約イベント        | SHIBUYA TSUTAYA B1F                            | 握手会のみ                    |
| 3月24日  | アニソンカバーミニアルバム「カバ☆リス」予約イベント        | アニメガ新横浜駅店                             | 握手会のみ                    |
| 3月30日  | アニソンカバーミニアルバム「カバ☆リス」予約イベント        | アキバ☆ソフマップ1号店 8F                      |                               |
| 4月3日   | アニソンカバーミニアルバム「カバ☆リス」リリースイベント    | AKIHABARAゲーマーズ                            | トークショー、握手会          |
| 4月4日   | アニソンカバーミニアルバム「カバ☆リス」リリースイベント    | アニメイト池袋本店                             |                               |
| 4月5日   | アニソンカバーミニアルバム「カバ☆リス」リリースイベント    | アキバ☆ソフマップ1号店 8F                      |                               |
| 4月6日   | アニソンカバーミニアルバム「カバ☆リス」リリースイベント    | アキバ☆ソフマップ1号店 8F                      |                               |
| 4月7日   | アニソンカバーミニアルバム「カバ☆リス」リリースイベント    | アリオ亀有                                     |                               |
| 4月7日   | アニソンカバーミニアルバム「カバ☆リス」リリースイベント    | アキバ☆ソフマップ1号店 8F                      |                               |
| 4月13日  | アニソンカバーミニアルバム「カバ☆リス」リリースイベント    | 新星堂池袋サンシャインシティアルパ店           | 握手会のみ                    |
| 5月11日  | 2ndシングル「イチズ」予約イベント                          | イオンモール浦和美園店 1F セントラルコート     |                               |
| 5月12日  | 2ndシングル「イチズ」予約イベント                          | アキバ☆ソフマップ1号店 8F                      | 2部制                         |
| 5月18日  | 2ndシングル「イチズ」予約イベント                          | アリオ蘇我店                                   |                               |
| 5月19日  | 2ndシングル「イチズ」予約イベント                          | アリオ川口店                                   |                               |
| 5月22日  | 2ndシングル「イチズ」発売記念イベント                      | アキバ☆ソフマップ1号店 8F                      |                               |
| 5月25日  | 2ndシングル「イチズ」発売記念イベント                      | アキバ☆ソフマップ1号店 8F                      |                               |
| 6月2日   | 3rdシングル「§Rainbow」予約イベント                        | イオンモールむさし村山店                       |                               |
| 7月7日   | i☆Ris 生誕祭☆ 〜6人が出会って1年経ちました〜               | アキバ☆ソフマップ1号店 8F                      | 結成1周年記念イベント、2部制  |
| 7月13日  | 3rdシングル「§Rainbow」予約イベント                        | よこはまコスモワールド                         | 2部制                         |
| 8月17日  | 3rdシングル「§Rainbow」予約イベント                        | アキバ☆ソフマップ1号店 8F                      | 2部制                         |
| 8月18日  | 3rdシングル「§Rainbow」予約イベント                        | タワーレコード新宿店                           | 特典会のみ                    |
| 8月22日  | 3rdシングル「§Rainbow」リリースイベント                    | タワーレコード渋谷店                           | 特典会のみ                    |
| 8月23日  | 3rdシングル「§Rainbow」リリースイベント                    | ヨドバシカメラ吉祥寺店 2Fイベントスペース      |                               |
| 8月31日  | 3rdシングル「§Rainbow」リリース記念×アニサマCD購入者特典会 | エイベックス本社2F                             | 特典会のみ                    |
| 10月12日 | 4thシングル「WONDERLAND」完成お披露目イベント              | AKIBAカルチャーズ劇場                          |                               |
| 10月27日 | 4thシングル「WONDERLAND」予約イベント                      | ヨドバシカメラ吉祥寺店 2Fイベントスペース      | 2部制                         |
| 11月2日  | 4thシングル「WONDERLAND」予約イベント                      | タワーレコード新宿店                           | 特典会のみ                    |
| 11月9日  | i☆Ris 1st ANNIVERSARY LIVE -THANK YOU ALL-                 | 原宿アストロホール                             | ワンマンライブ (1st)・2回公演 |
| 11月20日 | 4thシングル「WONDERLAND」発売記念イベント                  | タワーレコード渋谷店                           |                               |
| 11月24日 | 4thシングル「WONDERLAND」発売記念イベント                  | アキバ☆ソフマップ1号店 8F                      | 2部制＆抽選会                 |
| 12月7日  | 4thシングル「WONDERLAND」発売記念イベント                  | TSUTAYA EBISUBASHI 6Fイベントスペース          | 特典会のみ                    |
| 12月8日  | 4thシングル「WONDERLAND」発売記念イベント                  | ソフマップ名古屋駅ナカ店 イベントスペース      | 特典会のみ                    |
| 12月24日 | i☆Ris クリスマスライブ@秋葉原                              | AKIBAカルチャーズ劇場                          |                               |

| 公演日   | 公演名                                                                      | 会場                                                          | 備考 |
| -------- | --------------------------------------------------------------------------- | ------------------------------------------------------------- | --- |
| 1月12日  | 澁谷梓希 成人記念イベント                                                   | アキバ☆ソフマップ1号店 8F                                     | |
| 2月2日   | 久保田未夢 生誕祭                                                           | アキバ☆ソフマップ1号店 8F                                     | |
| 3月15日  | 山北早紀 生誕祭                                                             | ヨドバシカメラ吉祥寺店 2Fイベントスペース                     | |
| 3月26日  | i☆Ris LiveDVD 「i☆Ris 1st ANNIVERSARY LIVE-THANK YOU ALL-」リリースイベント | タワーレコード渋谷店 3Fイベントスペース                       | 3/25（火）- 4/3（木）同店舗同フロアにて写真パネル展も開催 |
| 3月28日  | i☆Ris LiveDVD 「i☆Ris 1st ANNIVERSARY LIVE-THANK YOU ALL-」リリースイベント | ヨドバシカメラ吉祥寺店 2Fイベントスペース                     | |
| 3月30日  | i☆Ris -STEP INTO THE RAINBOW-                                               | 新宿BLAZE                                                     | ワンマンライブ (2nd) |
| 5月4日   | 5thシングル「徒太陽」予約イベント                                           | アキバ☆ソフマップ1号店 8F                                     | ミニライブ＋特典会，2部制 |
| 5月6日   | 5thシングル「徒太陽」予約イベント                                           | アキバ☆ソフマップ1号店 8F                                     | ミニライブ＋特典会，2部制 |
| 5月18日  | 5thシングル「徒太陽」予約イベント                                           | とらのあな 秋葉原店C 4F イベントフロア                        | トーク&握手、チェキ撮影会、私物サイン会 |
| 6月18日  | 5thシングル「徒太陽」リリースイベント                                       | タワーレコード渋谷店 3Fイベントスペース                       | 握手会&CDジャケットサイン会 |
| 6月21日  | 5thシングル「徒太陽」リリースイベント                                       | エイベックス本社2F特設会場                                    | 特典会，2部制 |
| 6月28日  | 5thシングル「徒太陽」リリースイベント                                       | エイベックス本社2F特設会場                                    | 特典会，2部制 |
| 7月12日  | 茜屋日海夏 生誕祭                                                           | AKIBAカルチャーズ劇場                                         | |
| 7月12日  | i☆Ris生誕祭2014                                                             | AKIBAカルチャーズ劇場                                         | |
| 7月26日  | 6thシングル「Make it!」予約イベント                                         | 秋葉原ハンドレッドスクエア倶楽部                              | 特典会（握手会、チェキ会），休演：久保田 |
| 7月27日  | 6thシングル「Make it!」予約イベント                                         | アキバ☆ソフマップ1号店 7F                                     | トーク＋特典会（ガラガラ抽選会、握手会、チェキ会（2ショット or 3ショット）、私物サイン会），休演：芹澤                                                                                                |
| 8月20日  | 6thシングル「Make it!」リリースイベント                                     | アキバ☆ソフマップ1号店 8F                                     | ミニLIVE＋特典会（握手会、チェキ会（2ショット or 7ショット）、CDジャケット or ポスターサイン会） |
| 8月23日  | 澁谷梓希 生誕祭                                                             | AKIBAカルチャーズ劇場                                         | |
| 8月24日  | 6thシングル「Make it!」リリースイベント                                     | タワーレコード渋谷店 3Fイベントスペース                       | 1部：握手会 2部：チェキ会（2ショット or 7ショット）、CDジャケット or ポスターサイン会 |
| 10月19日 | 7thシングル「ミラクル☆パラダイス」予約イベント                              | 1部：アキバ☆ソフマップ1号店 7F 2部：アキバ☆ソフマップ1号店 8F | 1部：トーク＋特典会（グループ握手会、チェキ会） 2部：ミニLIVE＋特典会（握手会、チェキ会（服装は私服、2ショット or 7ショット）、私物サイン会） ※私物サイン会のサインは「お名前」「日付」「サイン」のみ |
| 11月3日  | 若井友希 生誕祭                                                             | AKIBAカルチャーズ劇場                                         | |
| 11月8日  | 7thシングル「ミラクル☆パラダイス」予約イベント                              | アニメイト大宮                                                | 1部：お渡し会（アニメイト限定ブロマイド） 2部：握手会、チェキ会（服装は私服＋アニメイトエプロン、2ショット or 7ショット）、私物サイン会                                                               |
| 11月12日 | 7thシングル「ミラクル☆パラダイス」リリースイベント                          | タワーレコード渋谷店 3Fイベントスペース                       | 握手会、2ショットチェキ会 or 7ショットチェキ会、CDジャケット or ポスターサイン会） |
| 11月15日 | 7thシングル「ミラクル☆パラダイス」リリースイベント                          | 1部：アキバ☆ソフマップ1号店 8F 2部：アキバ☆ソフマップ1号店 7F | 1部：ミニLIVE＋特典会握手会（1人1回のみ） 2部：握手会、チェキ会（2ショット or 7ショット）、CDジャケット or ポスターサイン会                                                                           |
| 11月23日 | i☆Ris 2nd Anniversary Live〜Dream Evolution〜                               | 六本木ブルーシアター                                          | |
| 11月30日 | 芹澤 優 生誕祭                                                              | AKIBAカルチャーズ劇場                                         | |

| 公演日   | 公演名                                                      | 会場                                                                     | 備考 |
| -------- | ----------------------------------------------------------- | ------------------------------------------------------------------------ | --- |
| 1月17日  | 8thシングル「Realize!」予約イベント                         | 1部：アキバ☆ソフマップ1号店 8F 2部：アキバ☆ソフマップ1号店 7F            | 1部：ミニLIVE＋握手会（1人1回のみ） 2部：特典会（握手会、チェキ会（2ショット or 7ショット）、私物サイン会） ※私物サイン会のサインは「お名前」「日付」「サイン」のみ |
| 1月25日  | 久保田未夢 生誕祭                                           | AKIBAカルチャーズ劇場                                                    | |
| 2月11日  | 8thシングル「Realize!」予約イベント                         | 1部：アキバ☆ソフマップ1号店 8F 2部：アキバ☆ソフマップ1号店 7F            | 1部：ミニLIVE＋握手会（1人1回のみ） 2部：特典会（握手会、チェキ会（2ショット or 7ショット）、私物サイン会） ※私物サイン会のサインは「お名前」「日付」「サイン」のみ |
| 2月18日  | 8thシングル「Realize!」リリースイベント                     | タワーレコード渋谷店 1Fイベントスペース                                  | 握手会、CDジャケット or ポスターサイン会 |
| 2月22日  | 山北早紀 生誕祭                                             | AKIBAカルチャーズ劇場                                                    | |
| 3月21日  | 1stアルバム「We are i☆Ris!!!」予約イベント                  | タワーレコード渋谷店 B1F 「CUTUP STUDIO」                                | ミニLIVE＋特典会（グループ握手会（1グループ3名）、チェキ会（2ショットor 7ショット）、私物サイン会） ※私物サイン会のサインは「お名前」「日付」「サイン」のみ |
| 4月11日  | 1stアルバム「We are i☆Ris!!!」リリースイベント              | アキバ☆ソフマップ1号店 8F 2部：アキバ☆ソフマップ1号店 7F                 | 1部：ミニLIVE＋握手会（1人1回のみ、メンバー全員） 2部：特典会（グループ握手会（1グループ3名）、チェキ会（2ショット or 7ショット）、CDジャケット or ポスターサイン会） ＊CDジャケット or ポスターサインはメンバー全員からとなり、ご希望メンバー1名よりお客様のお名前・日付を入れさせていただきます |
| 4月18日  | i☆Ris 1st Live Tour 2015 〜We are i☆Ris!!!〜 【大阪公演】   | Music Club JANUS                                                         | 昼夜2部制 |
| 4月19日  | i☆Ris 1st Live Tour 2015 〜We are i☆Ris!!!〜 【名古屋公演】 | JAMMIN'                                                                  | 昼夜2部制 |
| 4月25日  | i☆Ris 1st Live Tour 2015 〜We are i☆Ris!!!〜 【福岡公演】   | イムズホール                                                             | |
| 5月5日   | i☆Ris 1st Live Tour 2015 〜We are i☆Ris!!!〜 【札幌公演】   | 札幌cube garden                                                          | |
| 5月24日  | i☆Ris 1st Live Tour 2015 〜We are i☆Ris!!!〜 【東京公演】   | Zepp Tokyo                                                               | |
| 6月27日  | 9thシングル「ドリームパレード」予約イベント                 | サンシャインシティ 専門店街アルパ 地下1階 噴水広場                       | ミニLIVE＋特典会（グループ握手会（1グループ3名）、チェキ会（2ショットor 7ショット）、私物サイン会） 2部制 ※私物サイン会のサインは「お名前」「日付」「サイン」のみ |
| 7月4日   | 9thシングル「ドリームパレード」予約イベント                 | 【1部】アキバ☆ソフマップ1号店 8F 【2部】【3部】アキバ☆ソフマップ1号店 7F | 【1部】ミニLIVE＋特典会（握手会メンバー全員）※お一人様1回のみ参加 【2部】特典会（グループ握手会（1グループ3名）、私物サイン会） ※私物サイン会のサインは「お名前」「日付」「サイン」のみ 【3部】特典会（グループ握手会（1グループ3名）、チェキ会（2ショット or 7ショット））                       |
| 7月5日   | 9thシングル「ドリームパレード」予約イベント                 | ダイバーシティ東京プラザ 2F フェスティバル広場                           | ミニLIVE＋特典会（グループ握手会（1グループ3名）、私物サイン会、チェキ会（2ショット or 7ショット）） ＊私物サイン会のサインは「お名前」「日付」「サイン」のみ |
| 7月8日   | 9thシングル「ドリームパレード」リリースイベント             | ニコニコ本社                                                             | 若井友希、久保田未夢、澁谷梓希との握手会 |
| 7月25日  | i☆Ris 結成3周年記念イベント                                 | 竹芝ニューピアホール                                                     | 昼夜2部制 |
| 9月27日  | 10thシングル「ブライトファンタジー」予約イベント            | アーバンドック ららぽーと豊洲 シーサイドデッキ メインステージ            | ミニLIVE＋特典会（グループ握手会（1グループ3名）、チェキ会（2ショットor 7ショット）、私物サイン会） 2部制 ※私物サイン会のサインは「お名前」「日付」「サイン」のみ |
| 10月12日 | 10thシングル「ブライトファンタジー」予約イベント            | モリタウンMOVIX前ガーデンステージ                                        | ミニLIVE、特典会（握手会（山北、茜屋、若井、久保田、澁谷）、チェキ会（2ショットor 6ショット）、私物サイン会） ※私物サイン会のサインは「お名前」「日付」「サイン」のみ 休演：芹澤 |
| 10月18日 | 10thシングル「ブライトファンタジー」予約イベント            | 【1部】アキバ☆ソフマップ1号店 8F 【2部】【3部】アキバ☆ソフマップ1号店 7F | 【1部】ミニLIVE＋特典会（握手会メンバー全員）※お一人様1回のみ参加 【2部】特典会（グループ握手会（1グループ3名）、私物サイン会） ※私物サイン会のサインは「お名前」「日付」「サイン」のみ 【3部】特典会（グループ握手会（1グループ3名）、チェキ会（2ショットor 7ショット））                        |
| 10月25日 | 10thシングル「ブライトファンタジー」予約イベント            | タワーレコード渋谷店 B1F 「CUTUP STUDIO」                                | ミニLIVE＋特典会（グループ握手会（1グループ3名）、チェキ会（2ショットor 7ショット）、私物サイン会） ※私物サイン会のサインは「お名前」「日付」「サイン」のみ |
| 11月8日  | i☆Ris 3rd Anniversary LIVE 〜GALAXY〜                       | 豊洲PIT                                                                  | |

| 公演日   | 公演名                                                                              | 会場 | 備考 |
| -------- | ----------------------------------------------------------------------------------- | --- | --- |
| 1月23日  | 11thシングル「Goin’on」予約イベント                                                 | ヴィーナスフォート 2F 教会広場 | ミニLIVE＋特典会（特典会内容：個別握手会、チェキ会（2ショットまたは7ショット）、私物サイン会） 2部制 |
| 1月30日  | 11thシングル「Goin’on」予約イベント                                                 | アキバ☆ソフマップ1号店 【1部】チーム①：８Fイベントフロア チーム②：７Fイベントスペース 【2部】チーム①：８Fイベントフロア チーム②：７Fイベントスペース 【3部】メンバー全員：8Fイベントフロア | 【1部】特典会（特典会内容：個別握手会、チェキ会（2ショットのみ）、私物サイン会） 【2部】特典会（特典会内容：個別握手会、チェキ会（2ショットのみ）、私物サイン会） 【3部】ミニLIVE＋特典会(握手会メンバー全員) |
| 2月20日  | 11thシングル「Goin’on」リリースイベント                                             | タワーレコード渋谷店 B1F「CUTUP STUDIO」 | ミニLIVE、特典会（個別握手会、チェキ会、ジャケットorポスターサイン会） |
| 2月21日  | 11thシングル「Goin’on」リリースイベント                                             | アーバンドック ららぽーと豊洲 シーサイドデッキ メインステージ | ミニLIVE＋特典会（特典会内容：個別握手会、チェキ会（2ショットまたは7ショット）、ジャケットorポスターサイン会） 2部制                                                                                          |
| 4月9日   | 2ndアルバム「Th!s !s i☆Ris!!」リリースイベント                                      | ヴィーナスフォート 2F 教会広場 | ミニLIVE＋特典会（特典会内容：個別握手会、チェキ会（2ショットまたは7ショット）、私物サイン会） 2部制 |
| 4月24日  | i☆Ris 2nd Live Tour 2016 ～Th!s !s i☆Ris!!～ 【福岡公演】                           | Zepp Fukuoka | |
| 4月30日  | i☆Ris 2nd Live Tour 2016 ～Th!s !s i☆Ris!!～【北海道公演】                          | Zepp Sapporo | |
| 5月3日   | i☆Ris 2nd Live Tour 2016 ～Th!s !s i☆Ris!!～【宮城公演】                            | 仙台Rensa | |
| 5月7日   | 12thシングル「Ready Smile!!」予約イベント                                           | モリタウンMOVIX前ガーデンステージ | ミニLIVE＋特典会（特典会内容：個別握手会、私物サイン会、チェキ会（2ショット、7ショット）） 2部制 |
| 5月8日   | 12thシングル「Ready Smile!!」予約イベント                                           | ららぽーと横浜 １Ｆセントラルガーデン | ミニLIVE＋特典会（特典会内容：個別握手会、私物サイン会、チェキ会（2ショット、7ショット）） |
| 5月14日  | i☆Ris 2nd Live Tour 2016 ～Th!s !s i☆Ris!!～【大阪公演】                            | Zepp Namba | |
| 5月15日  | i☆Ris 2nd Live Tour 2016 ～Th!s !s i☆Ris!!～ 【愛知公演】                           | Zepp Nagoya | |
| 5月21日  | i☆Ris 2nd Live Tour 2016 ～Th!s !s i☆Ris!!～ 【東京公演】                           | Zepp Tokyo | |
| 5月28日  | 12thシングル「Ready Smile!!」予約イベント                                           | ダイバーシティ東京プラザ 2Fフェスティバル広場 | ミニLIVE＋特典会（特典会内容：個別握手会、私物サイン会、チェキ会（2ショット、7ショット）） 2部制 |
| 5月29日  | 12thシングル「Ready Smile!!」予約イベント                                           | タワーレコード渋谷店 B1F 「CUTUP STUDIO」 | ミニLIVE、特典会（個別握手会、チェキ会（2ショット＆6ショット）、私物サイン会） 休演：芹澤 |
| 6月4日   | 12thシングル「Ready Smile!!」リリースイベント                                       | 大阪・あべのHoop 1Fオープンエアプラザ | ミニLIVE＋特典会（特典会内容：個別握手会、チェキ会（2ショットまたは7ショット）、ジャケットorポスターサイン会）                                                                                                |
| 7月3日   | 13thシングル「Re:Call」予約イベント                                                 | アーバンドック ららぽーと豊洲 シーサイドデッキ メインステージ | ミニLIVE＋特典会 |
| 7月9日   | i☆Ris 結成4周年Live～foooour～                                                      | i☆Ristellartheater (河口湖ステラシアター) | 昼夜2部制 |
| 7月23日  | 13thシングル「Re:Call」予約イベント                                                 | アキバ☆ソフマップ1号店 8Fイベントフロア | ミニLIVE＋特典会 2部制 休演：久保田 |
| 7月24日  | 13thシングル「Re:Call」予約イベント                                                 | タワーレコード渋谷店 B1F 「CUTUP STUDIO」 | ミニLIVE、特典会（個別握手会、チェキ会（2ショット＆7ショット）、私物サイン会） 2部制 |
| 7月31日  | 13thシングル「Re:Call」予約イベント                                                 | ダイバーシティ東京プラザ フェスティバル広場 | ミニLIVE、特典会（個別握手会、チェキ会（2ショット＆7ショット）、私物サイン会） 2部制 |
| 8月3日   | 13thシングル「Re:Call」リリース記念チェキ会イベント                                 | タワーレコード池袋店 6F | チェキ会（2ショット） 休演：芹澤、澁谷 |
| 8月13日  | 13thシングル「Re:Call」リリースイベント                                             | 名古屋近鉄パッセ店 屋上イベントスペース | ミニLIVE＋特典会（個別握手会、チェキ会（2ショットまたは7ショット）、私物サイン会） |
| 8月14日  | 13thシングル「Re:Call」リリースイベント                                             | 大阪・あべのHoop 1Fオープンエアプラザ | ミニLIVE＋特典会（個別握手会、チェキ会（2ショットまたは7ショット）、私物サイン会） |
| 10月8日  | i☆Ris 4th Anniversary Live 日本武道館開催記念タワーレコード巡業キャンペーンイベント | タワーレコード近鉄パッセ店屋上イベントスペース | 出演：若井、澁谷 トーク＋特典会（私物サイン会、2ショットチェキ会、グループ握手会） |
| 10月9日  | i☆Ris 4th Anniversary Live 日本武道館開催記念タワーレコード巡業キャンペーンイベント | タワーレコードあべのHoop店 あべのHoop 6F | 出演：茜屋、澁谷 トーク＋特典会（私物サイン会、2ショットチェキ会、グループ握手会） |
| 10月14日 | i☆Ris 4th Anniversary Live 日本武道館開催記念タワーレコード巡業キャンペーンイベント | タワーレコード渋谷店 B1F CUTUP STUDIO | 出演：山北、茜屋、久保田 トーク＋特典会（私物サイン会、2ショットチェキ会、グループ握手会） |
| 10月22日 | i☆Ris 4th Anniversary Live 日本武道館開催記念タワーレコード巡業キャンペーンイベント | タワーレコード福岡パルコ店 パルコ6F | 出演：芹澤、若井、久保田 トーク＋特典会（私物サイン会、2ショットチェキ会、グループ握手会） |
| 10月28日 | i☆Ris 4th Anniversary Live 日本武道館開催記念タワーレコード巡業キャンペーンイベント | タワーレコード札幌ピヴォ店 ピヴォ4F | 出演：山北、茜屋 トーク＋特典会（私物サイン会、2ショットチェキ会、グループ握手会） |
| 11月25日 | i☆Ris 4th Anniversary Live 〜418〜                                                  | 日本武道館 | |

| 公演日   | 公演名                                                           | 会場 | 備考 |
| -------- | ---------------------------------------------------------------- | --- | --- |
| 1月21日  | 14thシングル「Shining Star」予約イベント                         | アニメイト池袋本店 9Fイベントホール | ミニライブ＋特典会 特典会内容：チェキ会（2ショットチェキまたは7ショットチェキ）、私物サイン会（サインはメンバー1名から）、個別握手会 2部制、2部は女性限定                                                     |
| 2月19日  | 14thシングル「Shining Star」予約イベント                         | イオンレイクタウン kaze 1F 光の広場 | ミニLIVE＋特典会（チェキ会（2ショットチェキまたは7ショットチェキ）、私物サイン会（サインはメンバー1名から）、個別握手会 2部制                                                                                 |
| 2月26日  | 14thシングル「Shining Star」予約イベント                         | ららぽーと柏の葉 本館2F センタープラザ | ミニLIVE＋特典会（チェキ会（2ショットチェキまたは7ショットチェキ）、私物サイン会（サインはメンバー1名から）、個別握手会 2部制                                                                                 |
| 3月5日   | 14thシングル「Shining Star」予約イベント                         | タワーレコード渋谷店 B1F 「CUTUP STUDIO」 | ミニLIVE＋特典会（個別握手会、チェキ会（2ショット＆7ショット）、私物サイン会） |
| 3月6日   | 14thシングル「Shining Star」リリースイベント                     | タワーレコードあべのHoop店 あべのHoop 6F | 出演：山北、茜屋 トーク＋特典会（私物サイン会、チェキ会（2ショット）、握手会（グループ）） |
| 3月11日  | 14thシングル「Shining Star」リリースイベント                     | アーバンドック ららぽーと豊洲 シーサイドデッキ メインステージ | ミニLIVE＋特典会（チェキ会（2ショットチェキまたは7ショットチェキ）、私物サイン会（サインはメンバー1名から）、個別握手会 2部制                                                                                 |
| 3月12日  | 14thシングル「Shining Star」リリースイベント                     | アキバ☆ソフマップ1号店 【1部】メンバー全員：8Fイベントフロア 【2部】チーム①：８Fイベントフロア チーム②：７Fイベントスペース 【3部】チーム①：８Fイベントフロア チーム②：７Fイベントスペース | 【1部】ミニLIVE＋特典会(握手会メンバー全員) 【2部】特典会（特典会内容：個別握手会、チェキ会（2ショットのみ）、私物サイン会） 【3部】特典会（特典会内容：個別握手会、チェキ会（2ショットのみ）、私物サイン会） |
| 4月9日   | i☆Ris 3rd Live Tour 2017 ～Fan+6=∞～【千葉公演】                 | 市原市市民会館 | 昼夜2部制 |
| 4月16日  | i☆Ris 3rd Live Tour 2017 ～Fan+6=∞～【福岡公演】                 | 都久志会館 | 昼夜2部制 |
| 4月22日  | i☆Ris 3rd Live Tour 2017 ～Fan+6=∞～【宮城公演】                 | 仙台市民会館 大ホール | 昼夜2部制 |
| 5月7日   | i☆Ris 3rd Live Tour 2017 ～Fan+6=∞～【埼玉公演】                 | 所沢市民文化センターミューズマーキーホール | 昼夜2部制 |
| 5月21日  | i☆Ris 3rd Live Tour 2017 ～Fan+6=∞～【東京公演】                 | 中野サンプラザ | 昼夜2部制 |
| 5月27日  | i☆Ris 3rd Live Tour 2017 ～Fan+6=∞～【北海道公演】               | 道新ホール | 昼夜2部制 |
| 6月10日  | i☆Ris 3rd Live Tour 2017 ～Fan+6=∞～【神奈川公演】               | 関内ホール | 昼夜2部制 |
| 6月11日  | i☆Ris 3rd Live Tour 2017 ～Fan+6=∞～【岐阜公演】                 | 長良川国際会議場 | |
| 6月24日  | i☆Ris 3rd Live Tour 2017 ～Fan+6=∞～【大阪公演】                 | NHK大阪ホール | 昼夜2部制 |
| 7月17日  | i☆Ris 結成5周年記念Live～5 years old! Everyone comes together☆～ | かつしかシンフォニーヒルズ モーツァルトホール | 昼夜2部制 |
| 11月6日  | i☆Ris 5th Anniversary Live ～Go～                                | 府中の森芸術劇場 どりーむホール | 2日間開催 |
| 11月7日  | i☆Ris 5th Anniversary Live ～Go～                                | 府中の森芸術劇場 どりーむホール | 2日間開催 |
| 11月10日 | 3rdアルバム【WONDERFUL PALETTE】発売記念巡業リリースイベント     | アニメイト大阪日本橋（5Fイベントスペース） | 出演：山北、茜屋 トーク＋特典会（2ショットチェキ会+グループ握手会＋私物サイン） |
| 11月11日 | 3rdアルバム【WONDERFUL PALETTE】発売記念巡業リリースイベント     | タワーレコード福岡パルコ店 | 出演：芹澤、久保田 トーク＋特典会（2ショットチェキ会+グループ握手会＋私物サイン） |
| 11月12日 | 3rdアルバム【WONDERFUL PALETTE】発売記念巡業リリースイベント     | タワーレコード札幌ピヴォ店 | 出演：山北、澁谷 トーク＋特典会（2ショットチェキ会+グループ握手会＋私物サイン） |
| 11月17日 | 3rdアルバム【WONDERFUL PALETTE】発売記念巡業リリースイベント     | アニメイト名古屋(第三太閤ビルイベントスペース) | 出演：若井、久保田 トーク＋特典会（2ショットチェキ会+グループ握手会＋私物サイン） |
| 11月18日 | 3rdアルバム【WONDERFUL PALETTE】発売記念巡業リリースイベント     | タワーレコード横浜ビブレ店 | 出演：茜屋、澁谷 トーク＋特典会（2ショットチェキ会+グループ握手会＋私物サイン） |
| 11月19日 | 3rdアルバム【WONDERFUL PALETTE】発売記念巡業リリースイベント     | 大崎ブライトコアホール | トーク＋特典会（2ショットor7ショットチェキ会+個別握手会＋私物サイン） |

| 公演日  | 公演名                                                          | 会場                                             | 備考 |
| ------- | --------------------------------------------------------------- | ------------------------------------------------ | --- |
| 1月21日 | 15thシングル「Memorial」リリースイベント                        | サンシャインシティ アルパＢ１噴水広場            | ミニLIVE＋特典会（個別握手会、チェキ会（2ショットまたは7ショット）、私物サイン会） 2部制                     |
| 1月28日 | 15thシングル「Memorial」リリースイベント                        | アニメイト広島                                   | 出演：山北、久保田 トーク＋特典会（2ショットチェキ会+私物サイン会＋グループ握手会）                          |
| 2月3日  | 15thシングル「Memorial」リリースイベント                        | タワーレコード横浜                               | 出演：久保田、澁谷 トーク＋特典会（2ショットチェキ会+私物サイン会＋グループ握手会）                          |
| 2月10日 | 15thシングル「Memorial」リリースイベント                        | アニメイト仙台                                   | 出演：芹澤、茜屋 トーク＋特典会（2ショットチェキ会+私物サイン会＋グループ握手会）                            |
| 2月11日 | 15thシングル「Memorial」リリースイベント                        | アニメイト池袋本店                               | 出演：【1部】久保田、若井 【2部】山北、茜屋 トーク＋特典会（2ショットチェキ会+私物サイン会＋グループ握手会） |
| 2月17日 | 15thシングル「Memorial」リリースイベント                        | タワーレコード札幌ピヴォ店                       | 出演：山北、茜屋 トーク＋特典会（2ショットチェキ会+私物サイン会＋グループ握手会）                            |
| 2月24日 | 15thシングル「Memorial」リリースイベント                        | タワーレコード福岡パルコ店                       | 出演：山北、澁谷 トーク＋特典会（2ショットチェキ会+私物サイン会＋グループ握手会）                            |
| 2月25日 | 15thシングル「Memorial」リリースイベント                        | タワーレコード池袋                               | 出演：【1部】山北、澁谷 【2部】芹澤、若井 トーク＋特典会（2ショットチェキ会+私物サイン会＋グループ握手会）   |
| 2月26日 | 15thシングル「Memorial」リリースイベント                        | アニメイト大阪日本橋店 animateO.N.SQUARE HALL3F  | 出演：山北、久保田 トーク＋特典会（2ショットチェキ会+私物サイン会＋グループ握手会）                          |
| 4月7日  | 16thシングル「Changing point」リリースイベント                  | アリオ川口店1階センターコート                    | 出演：山北、芹澤、澁谷 トーク＋特典会（2ショットチェキ会+私物サイン会+個別握手会）                           |
| 4月8日  | 16thシングル「Changing point」リリースイベント                  | TKPガーデンシティPREMIUM各駅西口2F スピカ        | 出演：若井、久保田、澁谷 トーク＋特典会（2ショットチェキ会+私物サイン会+個別握手会）                         |
| 4月15日 | 16thシングル「Changing point」リリースイベント                  | タワーレコード渋谷B1F CUTUP STUDIO               | ミニライブ＋特典会（2ショットチェキ会+私物サイン会+個別握手会）                                              |
| 4月19日 | i☆Ris 4th Live Tour 2018 〜WONDERFUL PALETTE〜 【東京公演】     | かつしかシンフォニーヒルズ モーツァルトホール    | |
| 4月29日 | 16thシングル「Changing point」リリースイベント                  | アニメイト大阪日本橋 animate o.n.square HALL3F   | 出演：山北、茜屋、若井、久保田、澁谷 トーク＋特典会（2ショットチェキ会+私物サイン会+個別握手会） 2部制       |
| 4月30日 | i☆Ris 4th Live Tour 2018 〜WONDERFUL PALETTE〜 【大阪公演】     | NHK大阪ホール                                    | 昼夜2部制 |
| 5月6日  | i☆Ris 4th Live Tour 2018 〜WONDERFUL PALETTE〜 【宮城公演】     | トークネットホール仙台                           | |
| 5月7日  | 16thシングル「Changing point」リリースイベント                  | タワーレコード仙台パルコ店                       | 出演：山北、茜屋、若井 トーク＋特典会（2ショットチェキ会+私物サイン会+個別握手会）                           |
| 5月11日 | 16thシングル「Changing point」リリースイベント                  | アトレマルヒロ7F「スペース・セブン」（川越駅前） | 出演：若井、久保田、澁谷 トーク＋特典会（2ショットチェキ会+私物サイン会+個別握手会）                         |
| 5月12日 | i☆Ris 4th Live Tour 2018 〜WONDERFUL PALETTE〜 【埼玉公演】     | 和光市民文化センター サンアゼリア 大ホール       | 昼夜2部制 |
| 5月19日 | i☆Ris 4th Live Tour 2018 〜WONDERFUL PALETTE〜 【福岡公演】     | 都久志会館                                       | |
| 5月20日 | 16thシングル「Changing point」リリースイベント                  | タワーレコード福岡パルコ店                       | 出演：山北、茜屋、澁谷 トーク＋特典会（2ショットチェキ会+私物サイン会+個別握手会）                           |
| 5月25日 | 16thシングル「Changing point」リリースイベント                  | タワーレコード札幌ピヴォ店                       | 出演：芹澤、若井、久保田 トーク＋特典会（2ショットチェキ会+私物サイン会+個別握手会）                         |
| 5月26日 | i☆Ris 4th Live Tour 2018 〜WONDERFUL PALETTE〜 【北海道公演】   | Zepp Sapporo                                     | |
| 6月10日 | i☆Ris 4th Live Tour 2018 〜WONDERFUL PALETTE〜 【東京公演】     | 中野サンプラザ                                   | 昼夜2部制 |
| 6月16日 | i☆Ris 4th Live Tour 2018 〜WONDERFUL PALETTE〜 【愛知公演】     | 日本特殊陶業市民会館 ビレッジホール              | 昼夜2部制 |
| 11月7日 | i☆Ris 6th Anniversary Live ～Lock on♡ 無理なんて言わせないっ!～ | TOKYO DOME CITY HALL                             | |

| 公演日   | 公演名                                               | 会場                                           | 備考 |
| -------- | ---------------------------------------------------- | ---------------------------------------------- | --- |
| 1月20日  | 17thシングル「Endless Notes」リリースイベント        | アニメイト大阪日本橋 animate o.n.square HALL3F | 出演：山北、茜屋、若井、澁谷 トーク＋特典会（2ショットチェキ会+2ショット写メ会+個別握手会）                    |
| 1月26日  | 17thシングル「Endless Notes」リリースイベント        | お台場ヴィーナスフォート ２階 教会広場         | ミニライブ＋特典会（グループチェキ会+2ショットチェキ会+2ショット写メ会+個別握手会）                            |
| 2月3日   | 17thシングル「Endless Notes」リリースイベント        | アニメイト大阪日本橋 animate o.n.square HALL3F | ミニライブ＋特典会（グループチェキ会+2ショットチェキ会+2ショット写メ会+個別握手会）                            |
| 2月16日  | 17thシングル「Endless Notes」リリースイベント        | お台場ヴィーナスフォート ２階 教会広場         | ミニライブ＋特典会（グループチェキ会+2ショットチェキ会+2ショット写メ会+個別握手会）                            |
| 2月17日  | 17thシングル「Endless Notes」リリースイベント        | タワーレコード渋谷店 B1F CUTUP STUDIO          | ミニライブ＋特典会（グループチェキ会+2ショットチェキ会+2ショット写メ会+個別握手会）                            |
| 4月13日  | i☆Ris 5th Live Tour 2019 ～FEVER～ 【埼玉公演】      | 三郷市文化会館                                 | 昼夜2部制 |
| 4月20日  | 18thシングル「アルティメット☆MAGIC」リリースイベント | タワーレコード福岡パルコ店 イベントスペース    | 出演：【1部】芹澤、山北、茜屋 【2部】久保田、澁谷、若井 特典会（2ショットチェキ会+2ショット写メ会+個別握手会） |
| 4月21日  | i☆Ris 5th Live Tour 2019 ～FEVER～ 【福岡公演】      | Zepp Fukuoka                                   | 昼夜2部制 |
| 4月27日  | 18thシングル「アルティメット☆MAGIC」リリースイベント | あまがさきキューズモール2F 緑遊広場            | ミニライブ＋特典会（グループ写メ会+2ショットチェキ会+2ショット写メ会+個別握手会）                              |
| 5月3日   | 18thシングル「アルティメット☆MAGIC」リリースイベント | タワーレコード仙台パルコ店 イベントスペース    | 出演：【1部】芹澤、山北、茜屋 【2部】久保田、澁谷、若井 特典会（2ショットチェキ会+2ショット写メ会+個別握手会） |
| 5月4日   | i☆Ris 5th Live Tour 2019 ～FEVER～ 【宮城公演】      | 日立システムズホール仙台 シアターホール        | 昼夜2部制 |
| 5月6日   | i☆Ris 5th Live Tour 2019 ～FEVER～ 【大阪公演】      | Zepp Namba                                     | 昼夜2部制 |
| 5月11日  | i☆Ris 5th Live Tour 2019 ～FEVER～ 【愛知公演】      | 日本特殊陶業市民会館 ビレッジホール            | 昼夜2部制 |
| 5月18日  | 18thシングル「アルティメット☆MAGIC」リリースイベント | タワーレコード札幌ピヴォ店 イベントスペース    | 出演：【1部】芹澤、山北、茜屋 【2部】久保田、澁谷、若井 特典会（2ショットチェキ会+2ショット写メ会+個別握手会） |
| 5月19日  | i☆Ris 5th Live Tour 2019 ～FEVER～ 【北海道公演】    | Zepp Sapporo                                   | 昼夜2部制 |
| 5月25日  | i☆Ris 5th Live Tour 2019 ～FEVER～ 【神奈川公演】    | 関内ホール 大ホール                            | 昼夜2部制 |
| 6月1日   | i☆Ris 5th Live Tour 2019 ～FEVER～ 【東京公演】      | 中野サンプラザ                                 | 昼夜2部制 |
| 6月8日   | 18thシングル「アルティメット☆MAGIC」リリースイベント | お台場ヴィーナスフォート ２階 教会広場         | ミニライブ＋特典会（グループ写メ会+2ショットチェキ会+2ショット写メ会+個別握手会）                              |
| 7月27日  | i☆Ris LIVE in Taipei 2019                            | 花漾hana展演空間                               | |
| 8月24日  | 19thシングル「FANTASTIC ILLUSION」リリースイベント   | ゲーマーズなんば店                             | 出演：【1部】茜屋、久保田、澁谷 【2部】芹澤、山北、若井 特典会（2ショット写メ会+個別握手会）                   |
| 8月25日  | 19thシングル「FANTASTIC ILLUSION」リリースイベント   | イオンモール木曽川 １F ノースコート            | ミニライブ＋特典会（グループハイタッチ会+グループショット写メ会+2ショット写メ会+個別握手会）                   |
| 9月8日   | 19thシングル「FANTASTIC ILLUSION」リリースイベント   | お台場ヴィーナスフォート ２階 教会広場         | ミニライブ＋特典会（グループハイタッチ会+グループショット写メ会+2ショット写メ会+個別握手会）                   |
| 11月24日 | i☆Ris 7th Anniversary Live ～七福万来～              | パシフィコ横浜国立大ホール                     | |

| 公演日  | 公演名                                           | 会場                 | 備考                                                                   |
| ------- | ------------------------------------------------ | -------------------- | ---------------------------------------------------------------------- |
| 2月9日  | 4thアルバム「Shall we☆Carnival」リリースイベント | 三国ヶ丘FUZZ         | ミニLIVE＋特典会（写メ会（グループショット・２ショット）、個別握手会） |
| 11月7日 | i☆Ris 8th Anniversary Live ～88888888～          | 河口湖ステラシアター | 無観客・オンライン配信のみ                                             |

| 公演日   | 公演名                                                            | 会場                                | 備考 |
| -------- | ----------------------------------------------------------------- | ----------------------------------- | --- |
| 1月17日  | i☆Ris Special Online Live 2021                                    | 日清食品 POWER STATION[REBOOT]      | 無観客・オンライン配信のみ                                                                                      |
| 3月28日  | i☆Ris LIVE 2021 ～storiez～                                       | パシフィコ横浜国立大ホール          | 6人体制ラストライブ                                                                                             |
| 4月17日  | i☆Ris 6th Live Tour 2021 ～Carnival～ 【東京公演】                | 東京国際フォーラム ホールC          | 昼夜2部制 |
| 5月1日   | i☆Ris 6th Live Tour 2021 ～Carnival～ 【愛知公演】                | 日本特殊陶業市民会館 ビレッジホール | 昼夜2部制 |
| 5月3日   | i☆Ris 6th Live Tour 2021 ～Carnival～ 【福岡公演】                | Zepp Fukuoka                        | 昼夜2部制 |
| 6月20日  | i☆Ris 6th Live Tour 2021 ～Carnival～ 【宮城公演】                | 仙台PIT                             | 昼夜2部制 |
| 6月26日  | i☆Ris 6th Live Tour 2021 ～Carnival～ 【北海道公演】              | Zepp Sapporo                        | 昼夜2部制 |
| 7月11日  | i☆Ris 6th Live Tour 2021 ～Carnival～ 【東京公演】                | 中野サンプラザ                      | 昼夜2部制 |
| 7月18日  | i☆Ris 6th Live Tour 2021 ～Carnival～ 【神奈川公演】              | KT Zepp Yokohama                    | 昼夜2部制 |
| 8月1日   | i☆Ris 6th Live Tour 2021 ～Carnival～ 【大阪公演】                | Zepp Namba                          | 昼夜2部制 |
| 11月7日  | i☆Ris 9th Anniversary Live ～Queen's Message～                    | 幕張メッセ イベントホール           | |
| 12月18日 | 21stシングル「12月のSnowry / ハートビート急上昇」リリースイベント | ワイム貸会議室 新宿西口             | 出演：【1部】山北、茜屋、若 【2部】芹澤、久保田 特典会（2ショットチェキ会+個別CDジャケットサイン会+個別お話会） |

| 公演日   | 公演名                                                            | 会場                                                         | 備考 |
| -------- | ----------------------------------------------------------------- | ------------------------------------------------------------ | --- |
| 1月15日  | 21stシングル「12月のSnowry / ハートビート急上昇」リリースイベント | ゲーマーズなんば店                                           | 出演：【1部】山北、茜屋、若井 【2部】芹澤、久保田 特典会（2ショットチェキ会+個別CDジャケットサイン会+個別お話会）   |
| 5月7日   | i☆Ris 7th Live Tour 2022 ~Traveling~ 【愛知公演】                 | 日本特殊陶業市民会館 ビレッジホール                          | 昼夜2部制 |
| 5月21日  | i☆Ris 7th Live Tour 2022 ~Traveling~ 【北海道公演】               | Zepp Sapporo                                                 | 昼夜2部制 |
| 5月28日  | i☆Ris 7th Live Tour 2022 ~Traveling~ 【大阪公演】                 | Zepp Namba                                                   | 昼夜2部制 |
| 6月5日   | i☆Ris 7th Live Tour 2022 ~Traveling~ 【東京公演】                 | 中野サンプラザ                                               | 昼夜2部制 |
| 6月11日  | i☆Ris 7th Live Tour 2022 ~Traveling~ 【神奈川公演】               | 関内ホール 大ホール                                          | 昼夜2部制 |
| 6月18日  | i☆Ris 7th Live Tour 2022 ~Traveling~ 【福岡公演】                 | Zepp Fukuoka                                                 | 昼夜2部制 |
| 7月2日   | i☆Ris 7th Live Tour 2022 ~Traveling~ 【宮城公演】                 | 仙台PIT                                                      | 昼夜2部制 |
| 7月7日   | i☆Ris 7th Live Tour 2022 ~Traveling~ 【埼玉公演】                 | 三郷市文化会館 大ホール                                      | 昼夜2部制 |
| 8月6日   | 22ndシングル「Queens Bluff」リリースイベント                      | アキバCOギャラリー                                           | 出演：【1部】芹澤、久保田 【2部】山北、茜屋、若井 特典会（2ショットチェキ会、個別CDジャケットサイン会、個別お話会） |
| 8月7日   | 22ndシングル「Queens Bluff」リリースイベント                      | 大阪市立青少年センター（KOKOPLAZA） 内 エクスプレス・ココ200 | 出演：【1部】芹澤、久保田 【2部】山北、茜屋、若井 特典会（2ショットチェキ会、個別CDジャケットサイン会、個別お話会） |
| 11月7日  | i☆Ris 10th Anniversary Live ～a Live～                            | 東京国際フォーラム ホールA                                   | |
| 11月26日 | 「10th Anniversary Best Album ～Best i☆Rist～」リリースイベント   | 秋葉原エンタス                                               | 出演：【1部】芹澤、久保田 【2部】山北、茜屋、若井 特典会（2ショットチェキ会、個別CDジャケットサイン会、個別お話会） |
| 11月27日 | 「10th Anniversary Best Album ～Best i☆Rist～」リリースイベント   | ゲーマーズなんば店 店内イベントスペース                      | 出演：【1部】芹澤、久保田 【2部】山北、茜屋、若井 特典会（2ショットチェキ会、個別CDジャケットサイン会、個別お話会） |

| 公演日  | 公演名                                                              | 会場                                                 | 備考 |
| ------- | ------------------------------------------------------------------- | ---------------------------------------------------- | --- |
| 3月4日  | 「10th Anniversary Best Album ～Best i☆Rist～」追加リリースイベント | サンシャインシティ 噴水広場                          | ミニライブ＋特典会（2ショットチェキ会、個別サイン会、個別お話会）                                             |
| 4月22日 | i☆Ris 8th Live Tour 2023～わっしょい!!!!!～ 【埼玉公演】            | 三郷市文化会館 大ホール                              | |
| 4月29日 | i☆Ris 8th Live Tour 2023～わっしょい!!!!!～ 【愛知公演】            | 日本特殊陶業市民会館 ビレッジホール                  | |
| 5月21日 | i☆Ris 8th Live Tour 2023～わっしょい!!!!!～ 【北海道公演】          | Zepp Sapporo                                         | |
| 5月27日 | i☆Ris 8th Live Tour 2023～わっしょい!!!!!～ 【大阪公演】            | Zepp Namba                                           | |
| 6月10日 | i☆Ris 8th Live Tour 2023～わっしょい!!!!!～ 【神奈川公演】          | 関内ホール 大ホール                                  | |
| 6月18日 | i☆Ris 8th Live Tour 2023～わっしょい!!!!!～ 【福岡公演】            | Zepp Fukuoka                                         | |
| 6月24日 | i☆Ris 8th Live Tour 2023～わっしょい!!!!!～ 【東京公演】            | TOKYO DOME CITY HALL                                 | 昼夜2部制 |
| 7月17日 | i☆Ris 8th Live Tour 2023～わっしょい!!!!!～ 【宮城公演】            | 仙台PIT                                              | |
| 7月30日 | 23rdシングル「Let you know! / あっぱれ！馬鹿騒ぎ」リリースイベント  | オルバースビルディング名古屋 3階                     | 出演：芹澤、久保田 特典会（2ショットチェキ会、個別チェキサイン会、個別お話会）                                |
| 8月6日  | 23rdシングル「Let you know! / あっぱれ！馬鹿騒ぎ」リリースイベント  | AP市ヶ谷 8階 ROOM A                                  | 出演：【1部】芹澤、久保田 【2部】山北、茜屋、若井 特典会（2ショットチェキ会、個別チェキサイン会、個別お話会） |
| 8月13日 | 23rdシングル「Let you know! / あっぱれ！馬鹿騒ぎ」リリースイベント  | 大阪市立青少年センター KOKO PLAZA エクスプレス・ココ | 出演：芹澤、久保田 特典会（2ショットチェキ会、個別チェキサイン会、個別お話会）                                |
| 9月2日  | 23rdシングル「Let you know! / あっぱれ！馬鹿騒ぎ」リリースイベント  | JEC日本研修センター 心斎橋 2階 コンベーションルーム  | 出演：山北、茜屋、若井 特典会（2ショットチェキ会、個別チェキサイン会、個別お話会）                            |
| 9月3日  | 23rdシングル「Let you know! / あっぱれ！馬鹿騒ぎ」リリースイベント  | オルバースビルディング名古屋 3階                     | 出演：山北、茜屋、若井 特典会（2ショットチェキ会、個別チェキサイン会、個別お話会）                            |

| 公演日  | 公演名                                                  | 会場                   | 備考 |
| ------- | ------------------------------------------------------- | ---------------------- | ---- |
| 11月4日 | i☆Ris 12th Anniversary Live ‐初☆アリーナMM（マジみて）‐ | 神奈川・ぴあアリーナMM |      |

| 公演日  | 公演名                                   | 会場                                            | 備考   |
| ------- | ---------------------------------------- | ----------------------------------------------- | ------ |
| 5月31日 | i☆Ris 10th Live Tour 2025 ～ViVa i☆Ris～ | 埼玉・越谷サンシティホール                      | [ 51 ] |
| 6月8日  | i☆Ris 10th Live Tour 2025 ～ViVa i☆Ris～ | 福岡・Zepp Fukuoka                              |        |
| 6月15日 | i☆Ris 10th Live Tour 2025 ～ViVa i☆Ris～ | 神奈川・関内ホール                              |        |
| 6月29日 | i☆Ris 10th Live Tour 2025 ～ViVa i☆Ris～ | 北海道・Zepp Sapporo                            |        |
| 7月6日  | i☆Ris 10th Live Tour 2025 ～ViVa i☆Ris～ | 宮城・仙台PIT                                   |        |
| 7月12日 | i☆Ris 10th Live Tour 2025 ～ViVa i☆Ris～ | 愛知・Niterra日本特殊陶業市民会館ビレッジホール |        |
| 7月13日 | i☆Ris 10th Live Tour 2025 ～ViVa i☆Ris～ | 大阪・Zepp Namba                                |        |
| 7月20日 | i☆Ris 10th Live Tour 2025 ～ViVa i☆Ris～ | 東京・立川ステージガーデン（昼・夜2公演）       | [ 52 ] |

### その他
| 公演日   | 公演名                                                                                              | 会場                                  | 備考 |
| -------- | --------------------------------------------------------------------------------------------------- | ------------------------------------- | ---- |
| 9月29日  | メ〜テレ秋まつり2012 「『バトルスピリッツ ソードアイズ』 スペシャルステージ」                       | 久屋大通公園 エンゼル広場特設ステージ |      |
| 9月30日  | メ〜テレ秋まつり2012 「『バトルスピリッツ ソードアイズ』 スペシャルステージ」                       | 久屋大通公園 エンゼル広場特設ステージ |      |
| 10月13日 | 「i☆Risをみんなで応援しよう！＆青SUHN学園3000枚売り切るぞ！リル・クミン新作CD発売記念」合同イベント | アキバ☆ソフマップ1号店 8F             |      |
| 11月25日 | i☆Ris＋TNYGINA＋MYM Melody 新作CD発売合同イベント                                                   | アキバ☆ソフマップ1号店 8F             |      |
| 12月9日  | Dorothy Little Happy 「風よはやく」リリースイベント in アキバ☆ソフマップ・スペシャル 2日目 第2回    | アキバ☆ソフマップ1号店 8F             |      |
| 12月22日 | ジャンプフェスタ2013 エイベックスブース「avexLIVE」                                                 | 幕張メッセ                            |      |
| 12月23日 | ジャンプフェスタ2013 エイベックスブース「avexLIVE」                                                 | 幕張メッセ                            |      |
| 12月24日 | 「クリスマス合同新作発売イベント」〜みんなサンタだ！〜                                              | アキバ☆ソフマップ1号店 8F             |      |

| 公演日   | 公演名 | 会場                                                                     | 備考                   |
| -------- | --- | ------------------------------------------------------------------------ | ---------------------- |
| 1月12日  | アキバ大好き！祭り                                                                                             | ベルサール秋葉原                                                         | 休演：茜屋             |
| 1月27日  | かと＊ふく 1st LIVE やぁ(^-^)/ 昼公演                                                                          | 原宿アストロホール                                                       |                        |
| 2月16日  | FPR Girls Live Vol.3                                                                                           | テレビ朝日本社1階 多目的スペース umu                                     | 休演：茜屋             |
| 2月16日  | FPR Girls Live Vol.4                                                                                           | テレビ朝日本社1階 多目的スペース umu                                     | 休演：茜屋             |
| 2月27日  | success Vol.2                                                                                                  | Shibuya O-EAST                                                           | 休演：茜屋             |
| 3月2日   | the GIRLS' FESTIVAL eve                                                                                        | なんばHatch                                                              | 休演：茜屋             |
| 3月8日   | オモサンでアニソン!!                                                                                           | 表参道GROUND                                                             | 休演：茜屋             |
| 3月10日  | アイパラ IDOL Party #5 Supported by JOYSOUND                                                                   | TOKYO FM HALL                                                            | 休演：茜屋             |
| 3月24日  | 東京国際アニメフェア 「NOTTV presents アニソンSPライブ〜王道〜」                                               | 東京ビッグサイト                                                         |                        |
| 3月30日  | ANIME CONTENTS EXPO 2013 TVアニメ「ムシブギョー」放送直前イベント                                              | 幕張メッセ                                                               | 休演：茜屋             |
| 3月31日  | ［アット！］×クイーンズイースト presents ラジオ日本「斉藤雪乃のイチバンセン!」公開収録                         | クイーンズスクエア横浜 1階 クイーンズサークル                            |                        |
| 4月6日   | i☆Ris＆青SHUN「新作CDリリースイベント合同だ！ 〜春休み最後の聖戦！〜」                                         | アキバ☆ソフマップ1号店 8F                                                |                        |
| 4月20日  | 『アイコレNEXT』Presents 〜春だ！花見だ！ワッショイショイ！！融通無碍！！アイドル昇華変〜アイコレ春の陣2013    | 渋谷WOMB                                                                 |                        |
| 4月27日  | ニコニコ超会議2 エイベックスブース                                                                             | 幕張メッセ                                                               |                        |
| 5月3日   | i☆Ris プレゼンツ ゴールデンウィーク アイドルライブ in ダイバーシティ フェスティバル広場                        | ダイバーシティ東京プラザ 2F フェスティバル広場                           |                        |
| 5月5日   | ラジオ日本「J-POP1422スペシャル！」公開収録                                                                    | 東京タワー 正面玄関前 特設ステージ                                       |                        |
| 5月24日  | 第1回 ばんどる♪祭 アイドル フェス IN 赤坂BLITZ                                                                 | 赤坂BLITZ                                                                |                        |
| 5月26日  | ウタ娘スーパーライブ2013＜第2部＞                                                                              | STUDIO COAST                                                             |                        |
| 6月9日   | SAKAE コスプレフェスティバル                                                                                   | サンシャイン栄 B1F グランドキャニオン広場                                |                        |
| 6月22日  | ウタ娘定期ライブ0622 第2部                                                                                     | 赤坂GENKI劇場                                                            |                        |
| 6月23日  | @JAM 2013 “Next Stage LIVE” powerd by Top Yell                                                                 | ダイバーシティ東京プラザ 2F フェスティバル広場                           |                        |
| 6月30日  | 次世代ワールドホビーフェア’13 Summer 「ムシブギョー」スペシャルステージ                                        | 幕張メッセ                                                               |                        |
| 7月5日   | ウタ娘プレミアムライブ vol.1                                                                                   | 渋谷clubasia                                                             |                        |
| 7月6日   | Tokyo-Girls Link Vol.4                                                                                         | 初台Doors                                                                |                        |
| 7月14日  | 「渋谷DESEOアイドル、まつりvol7.5」〜We are the DD!〜編                                                        | 浅草コシダカシアター                                                     |                        |
| 7月14日  | コシダカの花道を制覇せよ！！「渋谷DESEOアイドルまつり vol.8」〜夏の祭典スペシャル！！キラ星☆スーパーライブ〜編 | 浅草コシダカシアター                                                     |                        |
| 7月15日  | ウタ娘定期ライブ0715 第2部                                                                                     | 赤坂GENKI劇場                                                            |                        |
| 7月20日  | ウタ娘定期ライブ0720 第2部                                                                                     | パセラリゾーツ グランデSHIBUYA B2F                                       |                        |
| 7月27日  | 夏休みSP！インストアイベント大集合！                                                                           | アキバ☆ソフマップ1号店 8F                                                |                        |
| 7月28日  | アキバ大好き！祭り 2013 Summer                                                                                 | ベルサール秋葉原                                                         |                        |
| 7月28日  | アキバ大好き祭り！！アイドル大好きみんな集まれ！ 第2部                                                         | アキバ☆ソフマップ1号店 8F                                                |                        |
| 8月7日   | a-nation island powered by ウイダーinゼリー                                                                    | 国立代々木競技場敷地内 islandステージ                                    |                        |
| 8月10日  | a-nation island powered by ウイダーinゼリー 「IDOL NATION 2013」                                               | 国立代々木競技場第一体育館                                               |                        |
| 8月14日  | Pimm's × i☆Ris デリシャスライブ IN 夏サカス2013                                                                | TBS夏サカス2013特設ステージ                                              |                        |
| 8月25日  | Animelo Summer Live 2013 -FLAG NINE-                                                                           | さいたまスーパーアリーナ                                                 |                        |
| 9月7日   | 「犬とハサミは使いよう」presents アニソンステージin京まふ 秋月マキシ(芹澤優) ＆ i☆Ris スペシャルライブ         | 京都市勧業館                                                             |                        |
| 9月14日  | あにこん!らいぶ!!                                                                                              | 渋谷WWW                                                                  | 2回公演                |
| 10月6日  | 佐渡汽船創立100周年イベント「アニメ島プロジェクト」                                                            | 佐渡市両津文化会館                                                       |                        |
| 10月19日 | ウタ娘プレミアムライブ vol.4 1部                                                                               | 新宿BLAZE                                                                |                        |
| 10月19日 | ウタ娘プレミアムライブ vol.4 2部                                                                               | 新宿BLAZE                                                                |                        |
| 10月20日 | アニ玉祭 アニ玉ステージ                                                                                        | 大宮ソニックシティ イベント広場                                          | 荒天のためライブは中止 |
| 10月20日 | アニ玉祭 Presents 埼玉 アニメ トーク＆ライブ                                                                   | 大宮ソニックシティ 大ホール                                              |                        |
| 11月3日  | 日本工学院専門学校 第48回 かまた祭                                                                             | 日本工学院専門学校 蒲田キャンパス 3号館セントラルプラザ ガーデンステージ |                        |
| 11月3日  | ウタ娘スーパーライブ2013＜第2部＞                                                                              | STUDIO COAST                                                             |                        |
| 11月6日  | 「メタルマックス4」発売前夜祭イベント                                                                          | 文化放送メディアプラスホール                                             |                        |
| 11月17日 | TVアニメ「ムシブギョー」〜常住宴陣〜                                                                           | NEW PIER HALL                                                            | 2回公演                |
| 11月23日 | ANIMAX MUSIX 2013 supported by スカパー！                                                                      | 横浜アリーナ                                                             |                        |
| 12月7日  | the Girls' Festival eve vol.3                                                                                  | なんばHatch                                                              |                        |
| 12月15日 | i☆Ris×A応P 2マンライブ@ウタ娘                                                                                  | AKIBAカルチャーズ劇場                                                    |                        |
| 12月21日 | ジャンプフェスタ2014 エイベックスブース「avexLIVE」                                                            | 幕張メッセ                                                               | 2回公演                |
| 12月21日 | プリティーリズム☆クリスマスNight〜プリズム☆ファンミーティング〜                                                | NEW PIER HALL                                                            |                        |
| 12月22日 | ジャンプフェスタ2014 エイベックスブース「avexLIVE」                                                            | 幕張メッセ                                                               |                        |
| 12月22日 | プリティーリズム☆クリスマス〜レインボーステージ〜                                                              | NEW PIER HALL                                                            |                        |
| 12月22日 | プリティーリズム☆クリスマスNight〜プリズム☆ファンパーティー〜                                                  | NEW PIER HALL                                                            |                        |
| 12月23日 | ウタ娘クリスマスライブ2013                                                                                     | ラフォーレミュージアム六本木                                             |                        |
| 12月25日 | Fm yokohama主催 聖なる夜の贈りもの2013 in 赤レンガ 〜アイドルサンタの贈り物〜                                  | 横浜赤レンガ倉庫1号館 3Fホール                                           |                        |

| 公演日   | 公演名 | 会場 | 備考 |
| -------- | --- | --- | --- |
| 1月5日   | Tokyo Idol Gate 2014 | ベルサール秋葉原 | 3回公演 |
| 2月11日  | バレンタイン特別企画「ウタ娘☆プレミアムバトル」                                                                              | ラフォーレミュージアム六本木 | 2回公演 |
| 2月23日  | ウタ娘スーパーライブ2014冬                                                                                                   | STUDIO COAST | 2回公演 |
| 3月2日   | ウタ娘プレミアムライブ in osaka                                                                                              | 岸和田市立浪切ホール 大ホール | 2回公演 |
| 3月7日   | アニトーク！ひな祭り!! | TOKYO DOME CITY HALL | |
| 3月9日   | @JAM NEXT vol.5 〜春はすぐそこ！スプリングカーニバル！！〜                                                                   | AKIBAカルチャーズ劇場 | 2回公演 |
| 4月5日   | Tokyo Idol Gate 2014 Vol.02 ＜第1部＞                                                                                        | ディファ有明 | 私服のファッションショーも行われた                                                                                   |
| 4月26日  | ニコニコ超会議3 エイベックスブース                                                                                           | 幕張メッセ | |
| 6月14日  | 東京おもちゃショー2014 プリパラアニメオープニング曲発表ステージ by i☆Ris                                                     | 東京ビッグサイト西2ホール タカラトミーアーツステージ                                                                                                | |
| 6月15日  | 東京おもちゃショー2014 ステージショー プリティーリズム&プリパラスペシャルステージ                                            | 東京ビッグサイト西展示棟1階 アトリウム内特設ステージ                                                                                                | |
| 6月15日  | 東京おもちゃショー2014 プリパラアニメオープニング曲発表ステージ by i☆Ris                                                     | 東京ビッグサイト西2ホール タカラトミーアーツステージ                                                                                                | |
| 6月15日  | 東京おもちゃショー2014 ステージショー 出動!ロボカーポリー                                                                    | 東京ビッグサイト西展示棟1階 アトリウム内特設ステージ                                                                                                | 山北、若井、久保田、澁谷がポリーズ☆として出演                                                                        |
| 7月5日   | 瀬長島ガールズ・ポップ・フェスティバル2014                                                                                   | 沖縄県豊見城市瀬長島 | 茜屋は「中澤裕子・保田圭 モーニング娘。OG」ステージにも出演した                                                      |
| 7月6日   | 瀬長島ガールズ・ポップ・フェスティバル2014                                                                                   | 沖縄県豊見城市瀬長島 | |
| 8月3日   | TOKYO IDOL FESTIVAL 2014 | ライブ：フジテレビ湾岸スタジオ M2スタジオ「DOLL FACTORY」、フジテレビ湾岸スタジオ 屋上「SKY STAGE」、 握手会：センタープロムナード「GREETING AREA」 | |
| 8月9日   | ちゃおサマーフェスティバル2014 プリパラスペシャルステージ Prizmmy☆&i☆Ris                                                     | パシフィコ横浜 展示ホール 1階 ホールD ちゃおサマーフェスティバル2014 東京会場 イベントステージ                                                      | |
| 8月16日  | a-nation island powered by inゼリー 「あに☆ぱら 〜anime paradise〜」                                                         | 国立代々木競技場第二体育館 | |
| 8月17日  | 岡畑農園×プリパラ 幻の梅レッドフラッシュシリーズ 2014年プロ野球公式戦 オリックス・バファローズ vs 福岡ソフトバンクホークス戦 | 京セラドーム大阪 | 「Make it!」披露：茜屋、久保田、山北、澁谷、若井 国歌独唱、始球式：茜屋 ※休演：芹澤                                  |
| 8月19日  | a-nation island powered by inゼリー resort stage i☆Ris LIVE                                                                  | 国立代々木競技場敷地内 resort stage | |
| 8月31日  | @JAM EXPO 2014 | 横浜アリーナ | ブルーベリーステージ ピーチステージ 握手会                                                                           |
| 9月20日  | 京都国際マンガ・アニメフェア（京まふ）2014 avex pictures LIVE                                                                | 京都市勧業館（みやこめっせ） | オープンステージ |
| 9月21日  | 京都国際マンガ・アニメフェア（京まふ）2014 avex pictures LIVE                                                                | 京都市勧業館（みやこめっせ） | 抽選制ステージ |
| 9月21日  | 京都国際マンガ・アニメフェア（京まふ）2014 avex pictures LIVE                                                                | 京都市勧業館（みやこめっせ） | オープンステージ |
| 9月21日  | 平安神宮奉納LIVE2014 古今一堂!NIPPON NIGHT                                                                                   | 平安神宮大極殿 野外特設会場 | |
| 9月27日  | ツギアニ！2014秋 | ニッショーホール | |
| 10月18日 | プリパラ Presents ドリーム ガールズ オーディション決勝大会 ゲストライブ                                                      | イオンモール幕張新都心 グランドモール 1Fグランドスクエア                                                                                            | 【声優部門】・【アイドル部門】の各々のイベントに出演。ライブ、ハイタッチ会                                           |
| 10月26日 | いわき明星大学学園祭 IMU FESTIVAL 2014 『アニソン・スーパー戦隊ファミリーコンサート』                                        | いわき明星大学 児玉記念講堂 | |
| 12月10日 | みみめめMIMI“視聴覚アカデミー”                                                                                               | 原宿アストロホール | |
| 12月13日 | プリパラフェスタ in クリスマス                                                                                               | 幕張メッセ 国際展示ホール4 | 会場内のライブパフォーマンスでの出演                                                                                 |
| 12月13日 | プリパラ&プリティーリズム クリスマス☆パーティー                                                                              | 幕張メッセ 国際展示ホール5 | 各メンバーがそれぞれテレビアニメ『プリパラ』メインキャスト声優として出演、 i☆RisはOP主題歌担当アーティストとして出演 |
| 12月14日 | アニメJAM 2014 | 幕張メッセ 国際展示ホール5 | 各メンバーがそれぞれテレビアニメ『プリパラ』メインキャスト声優として出演、 i☆RisはOP主題歌担当アーティストとして出演 |
| 12月10日 | アニうた Xmas Live 2014 | ラフォーレミュージアム六本木 | |

| 公演日   | 公演名 | 会場 | 備考 |
| -------- | --- | --- | --- |
| 2月8日   | Wonder Festival 2015 Winter WONDERFUL HOBBY LIFE FOR YOU!! 21 「出張版 プリパラステージ み〜んなあつまれ！ワンフェス☆ツアーズ」                           | 幕張メッセ国際展示場ホール1 | 各メンバーがそれぞれテレビアニメ『プリパラ』メインキャスト声優として出演、 i☆RisはOP主題歌担当アーティストとして出演 |
| 2月28日  | ANIMAX MUSIX 2015 OSAKA | オリックス劇場 | |
| 3月29日  | サンデーフェス2015 プレミアムステージ 昼の部 | パシフィコ横浜 国立大ホール | 「ムシブギョー」のミニライブに出演                                                                                   |
| 4月15日  | 月刊ニュータイプ30周年記念イベント スペシャルイベント at アルタスタジオ「30周年イベント オープニング特番&i☆Ris スペシャルオープニングライブ!」            | スタジオアルタ | |
| 4月26日  | ニコニコ超会議2015 ザクセスヘブンブース アイドルと学ぶ“超”学園授業① i☆Ris 主題歌LIVE&“超”じゃんけん大会!                                                  | 幕張メッセ 国際展示場 ホール3 | |
| 5月31日  | @JAM 2015 Day2 | Zepp DiverCity (TOKYO) | |
| 7月11日  | MBS 対バーン!!LIVE〜アニソン編〜 | 梅田クラブクアトロ | |
| 7月19日  | お台場夢大陸〜ドリームメガナツマツリ〜「カンニングのDAI安吉日!」公開生放送                                                                                | お台場夢大陸〜ドリームメガナツマツリ〜 オマツリランド内スペシャルイベント会場「SUMMER GATE スタジアム 〜キミが来れば、台場の夏が変わる〜」 | |
| 8月1日   | TOKYO IDOL FESTIVAL 2015 | フジテレビ湾岸スタジオ M2スタジオ「DOLL FACTORY」、Zepp DiverCity (TOKYO)「HEAT GARAGE」                                                   | |
| 8月2日   | ナゴヤアニソンフェス2015&世界コスプレサミットアフターパーティ                                                                                             | 愛知県芸術劇場 大ホール | |
| 8月3日   | 「a-nation island IDOL NATION × TOKYO IDOL FESTIVAL 〜KOO MEETS IDOL KOO輩 大集合!〜」〜DJ KOO produced by DJ アイドルナイト TOKYO IDOL FESTIVAL 後夜祭〜 | 国立代々木競技場第二体育館 | |
| 8月29日  | Animelo Summer Live 2015 -THE GATE- | さいたまスーパーアリーナ | |
| 9月19日  | 京都国際マンガ・アニメフェア 2015 i☆Ris LIVE STAGE | 京都市勧業館（みやこめっせ） | 抽選制ステージ |
| 9月19日  | 京都国際マンガ・アニメフェア 2015 i☆Ris LIVE STAGE | 京都市勧業館（みやこめっせ） | オープンステージ |
| 9月20日  | あに☆ぱら 〜anime paradise〜 2015 in 名古屋 | 日本特殊陶業市民会館 ビレッジホール | 昼夜2回公演 |
| 10月10日 | ミヤテレ45th『もし僕！MUSIC SQUARE』 | Rensa | |
| 10月11日 | アニソン・ハンター SPECIAL LIVE!! | 品川インターシティホール | 昼夜2回開催 |
| 10月17日 | animeloLIVE! Presents アニソンCLUB!-i vol.10 in 大宮ソニックシティ アニソンラブ学園 オープンキャンパス 〜うたおう!おどろう!ラブは第二次成長期〜           | 大宮ソニックシティ 大ホール | |
| 11月21日 | ANIMAX MUSIX 2015 YOKOHAMA | 横浜アリーナ | |
| 11月22日 | 「声優パラダイスR Vol.9」i☆Risトーク＆特典お渡し会（ゲーマーズ回）                                                                                        | AKIHABARAゲーマーズ本店8F | |
| 11月22日 | 「声優パラダイスR Vol.9」i☆Risトーク＆特典お渡し会（アニメイト回）                                                                                        | AKIHABARAゲーマーズ本店8F | |

| 公演日  | 公演名                                           | 会場                                  | 備考 |
| ------- | ------------------------------------------------ | ------------------------------------- | ---- |
| 1月17日 | LIVE A² 2016 -アニぱら音楽館×A-POP PLUS-         | 豊洲PIT                               |      |
| 1月31日 | ミュ〜コミ+プラス presents アニメ紅白歌合戦vol.5 | 国立代々木競技場 第一体育館（東京都） |      |
| 2月14日 | i☆Ris＆Wake Up, Girls！バレンタインLIVE!!        | 舞浜アンフィシアター                  |      |
| 8月26日 | Animelo Summer Live 2016 刻-TOKI-                | さいたまスーパーアリーナ              |      |

| 公演日   | 公演名                                                            | 会場                                                  | 備考 |
| -------- | ----------------------------------------------------------------- | ----------------------------------------------------- | --- |
| 2月5日   | ミュ〜コミ+プラス presents アニメ紅白歌合戦vol.6 代々木ファイナル | 国立代々木競技場 第一体育館（東京都）                 | メンバーのうち、山北・澁谷・若井に加え、水瀬いのり・田所あずさとHISASHI（GLAYのギタリスト）とによるスペシャルコラボで『ライオン』を歌唱。 |
| 2月1１日 | i☆Ris＆Wake Up,Girls! バレンタインLIVE!! 2017                     | 中野サンプラザ                                        | |
| 3月26日  | Anime Japan 2017                                                  | 東京ビッグサイト                                      | |
| 5月20日  | AKIBA'S FESTIVAL                                                  | 神奈川県民ホール                                      | |
| 8月5日   | TOKYO IDOL FESTIVAL 2017                                          | HOT SUMMER スタジアム、フジテレビ湾岸スタジオ 横 公園 | |
| 8月26日  | Animelo Summer Live 2017 -THE CARD-                               | さいたまスーパーアリーナ                              | スフィアとのコラボで『おジャ魔女カーニバル!!』を歌唱。                                                                                    |
| 12月24日 | アニメJAM 2017                                                    | 舞浜アンフィシアター                                  | [ 91 ] |

| 公演日   | 公演名                                                         | 会場                                   | 備考 |
| -------- | -------------------------------------------------------------- | -------------------------------------- | ---- |
| 2月12日  | i☆Ris＆Wake Up,Girls! バレンタインLIVE!! 2018                  | カルッツ川崎                           |      |
| 3月3日   | ANIMAX MUSIX 2018 OSAKA                                        | 大阪城ホール                           |      |
| 5月13日  | アニュータライブ2018 あにゅパ!!                                | 幕張メッセイベントホール               |      |
| 7月7日   | Anisong World Matsuri in ANIME EXPO 2018 〜Japan Kawaii Live〜 | Microsoft Theater                      |      |
| 7月29日  | 超！アニメディア劇場 LIVE in TAIWAN 2018                       | 台北国際会議中心                       |      |
| 8月3日   | TOKYO IDOL FESTIVAL 2018                                       | Zepp DiverCity、フジテレビ本社屋1F広場 |      |
| 8月26日  | Animelo Summer Live 2018 "OK!"                                 | さいたまスーパーアリーナ               |      |
| 12月23日 | アニメJAM 2018                                                 | 舞浜アンフィシアター                   |      |

| 公演日   | 公演名                                                                  | 会場                        | 備考 |
| -------- | ----------------------------------------------------------------------- | --------------------------- | ---- |
| 1月19日  | ANIMAX MUSIX 2019 OSAKA supported by ひかりTV                           | 大阪城ホール                |      |
| 2月2日   | i☆Ris&Wake Up, Girls！&Run Girls, Run！ バレンタインLive 2019           | 松戸・森のホール21 大ホール |      |
| 8月17日  | ANIME SPARK!！-アニスパ-さっぽろアニソン夏まつり                        | Zepp Sapporo                |      |
| 8月30日  | Animelo Summer Live 2019 -STORY-                                        | さいたまスーパーアリーナ    |      |
| 9月7日   | 愛踊祭2019～あいどるまつり～国民的アニメソングカバーコンテスト 決勝大会 | TOKYO DOME CITY HALL        |      |
| 10月19日 | 角川ゲームス大感謝祭2019                                                | 日本教育会館                |      |
| 11月2日  | Anime Weekend Atlanta 2019                                              | Cobb Galleria Centre        |      |
| 11月23日 | ANIMAX MUSIX 2019 YOKOHAMA                                              | 横浜アリーナ                |      |

| 公演日   | 公演名                       | 会場                                       | 備考                       |
| -------- | ---------------------------- | ------------------------------------------ | -------------------------- |
| 10月18日 | EJ ANIME MUSIC FESTIVAL 2020 | ところざわサクラタウン・ジャパンパビリオン | 無観客・オンライン配信のみ |

| 公演日  | 公演名                                       | 会場                     | 備考                       |
| ------- | -------------------------------------------- | ------------------------ | -------------------------- |
| 1月30日 | ANIMAX MUSIX 2021 ONLINE supported by U-NEXT | 有明アリーナ             | 無観客・オンライン配信のみ |
| 8月27日 | Animelo Summer Live 2021 -COLORS-            | さいたまスーパーアリーナ |                            |

| 公演日   | 公演名                             | 会場                     | 備考 |
| -------- | ---------------------------------- | ------------------------ | ---- |
| 8月28日  | Animelo Summer Live 2022 -Sparkle- | さいたまスーパーアリーナ |      |
| 11月19日 | ANIMAX MUSIX 2022 Part1            | 横浜アリーナ             |      |

| 公演日  | 公演名                                                       | 会場           | 備考 |
| ------- | ------------------------------------------------------------ | -------------- | ---- |
| 9月17日 | ナガノアニエラフェスタ2023                                   | 駒場公園       |      |
| 10月7日 | 宗像市金海市姉妹都市締結30周年記念日韓文化交流フェスティバル | 宗像ユリックス |      |

| 公演日                    | 公演名                               | 会場                     | 備考          |
| ------------------------- | ------------------------------------ | ------------------------ | ------------- |
| 8月30日                   | Animelo Summer Live 2024 -Stargazer- | さいたまスーパーアリーナ | [ 43 ]        |
| 9月22日（途中で開催中止） | ナガノアニエラフェスタ2024           | 長野県佐久市 駒場公園    | [ 94 ] [ 95 ] |

## 映画

### i☆Ris the Movie - Full Energy!! -
i☆Risを主役とした劇場アニメ『i☆Ris the Movie - Full Energy!! -』が、2024年5月17日より公開された。ライブシーンの楽曲が異なる4ルートが週替わりで上映された。10周年記念ライブ直前のi☆Risが異世界へ行き冒険するというストーリー。

#### キャスト
- 山北早紀 - 山北早紀[96]
- 芹澤優 - 芹澤優[96]
- 茜屋日海夏 - 茜屋日海夏[96]
- 若井友希 - 若井友希[96]
- 久保田未夢 - 久保田未夢[96]
- シロリス - 高橋李依[96]
- クロリス - 斎賀みつき[96]

#### スタッフ
- 原作 - API×81プロデュース[96]
- 監督 - 博史池畠[96]
- 脚本 - 福田裕子[96]
- 演出 - 大島克也、川瀬まさお[96]
- キャラクターデザイン - 植田和幸[96]
- 総作画監督 - 高村遼太郎、田中翼[96]
- プロップデザイン - 永山恵[96]
- 美術監督・美術設定 - 込山明日香[96]
- 美術 - コスモプロジェクト[96]
- 色彩設計 - 赤間三佐子[96]
- 3DCG監督 - 乙部善弘[96]
- 3DCG - タツノコプロ[96]
- 撮影監督 - 林コージロー[96]
- 撮影 - グラフィニカ[96]
- 編集 - 三嶋章紀[96]
- 音響監督 - 長崎行男[96]
- 音響制作 - HALF H・P STUDIO[96]
- 音楽 - 橋本由香利、川田瑠夏、設楽哲也、関向弥生[96]
- アニメーション制作 - Studio五組[96]
- 配給 - エイベックス・フィルムレーベルズ[96]

#### 主題歌

##### エンディング・テーマ
「愛 for you！」
作詞はi☆Ris。作曲は大石昌良。編曲は岸田勇気。

##### 挿入歌
「アルティメット☆MAGIC」
「テンション爆アガりルート」と「テンション鬼アガりルート」の挿入歌。作詞は廣瀬祐輝、金子麻友美。作曲は廣瀬祐輝。編曲は久下真音。
「Happy New World☆」
「テンションヤバアガりルート」と「テンション激アガりルート」の挿入歌。作詞は森月キャス。作曲・編曲は渡辺徹。
「ハートビート急上昇」
「テンション爆アガりルート」と「テンションヤバアガりルート」の挿入歌。作詞はアッシュ井上、Cocoro.。作曲はアッシュ井上。編曲は大久保薫。
「Make it!」
「テンション鬼アガりルート」と「テンション激アガりルート」の挿入歌。作詞は森月キャス。作曲・編曲は渡辺徹。
「希望の花を」
作詞・作曲は松隈ケンタ。編曲はSCRAMBLES。
「幻想曲WONDERLAND」
作詞はACKO。作曲・編曲は永井ルイ。
「ドリームパレード」
作詞は渡辺徹、森月キャス。作曲・編曲は渡辺徹。
「Cheer up」
作詞・作曲・編曲は山下和彰。

### Live & Documentary Movie 〜i☆Ris on STAGE〜
ライブ&ドキュメンタリー映画『Live & Documentary Movie 〜i☆Ris on STAGE〜』が、2024年9月13日より公開された。

#### スタッフ
- 監督 - 野中哲也[98]
- 脚本 - 金森直哉[98]
- 制作プロダクション - カイエン、SEP,inc[98]
- 制作協力 - FAB[98]
- 配給 - エイベックス・フィルムレーベルズ[98]
- 製作委員会 - エイベックス・ピクチャーズ、81プロデュース[98]

#### 主題歌
「愛 for you！」
作詞はi☆Ris。作曲は大石昌良。編曲は岸田勇気。